# Sakk
A sakk ősi, perzsa-arab eredetű stratégiai táblajáték két személy részére, és egyben sportág is. A „sakk” szó – amely nemcsak a játékot jelenti, hanem azt a helyzetet is, amikor az ellenfél királya „ütésben van” – a perzsa „shāh” (شَاه) szóból ered, melynek jelentése király. A sakk története a legendák világába veszik, ugyanis nem állnak rendelkezésre megbízható írott források az kezdetektől. Az egyik elterjedt hagyomány szerint egy brahmin, név szerint bizonyos Széta találta fel a sakkot. Jutalmul a rádzsától első hallásra jelentéktelennek tűnő fizetséget kért, mindössze annyi búzaszemet, amennyi a sakktábla mezőire a következő szabály szerint képletesen rátehető: az első mezőre egy, a másodikra kettő, a harmadikra négy, vagyis az előzőnek mindig duplája. Hamar kiderült, hogy ennyi búza nem terem a Földön, hiszen a brahmin összesen 264−1=18 446 744 073 709 551 615 (tizennyolctrillió-négyszáznegyvenhatbilliárd-hétszáznegyvennégybillió-hetvenhárommilliárd-hétszázkilencmillió-ötszázötvenegyezer-hatszáztizenöt) búzaszemet kért.
A sakknak különféle változatai ismertek, ezek közül ez a cikk az Európában legnépszerűbb modern sakkot ismerteti.
Az első hivatalos sakkvilágbajnokságot 1886-ban játszották, és Wilhelm Steinitz nyerte. Ezzel ő lett a sportág első világbajnoka. 2020-ban a norvég Magnus Carlsen a világbajnok, aki 2013-ban, Csennaiban nyerte el a címet az indiai Visuvanádan Ánandtól, és a címét azóta háromszor (2014, 2016, 2018) megvédte. A nők között az első sakkvilágbajnokságot 1927-ben rendezték, amelyet Vera Menchik nyert meg. 2020-ban a kínai Csü Ven-csün a női világbajnok. A bajnokságokat a Nemzetközi Sakkszövetség (FIDE) rendezi meg.
A sportágban 1924 óta rendeznek olimpiát, 1950 óta már rendszeresen kétévenként, amelyet a FIDE szervez, és nincs köze a Nemzetközi Olimpiai Bizottság által szervezett játékokhoz. A magyarok a sakkolimpia nyílt versenyén eddig ötször állhattak fel a dobogó legmagasabb fokára (ebből Magyarország kétszer nem hivatalos olimpián győzött), a női versenyen két alkalommal szerezték meg az aranyérmet. A 2018-as sakkolimpiát a grúziai Batumiban rendezték.

## A sakk leírása

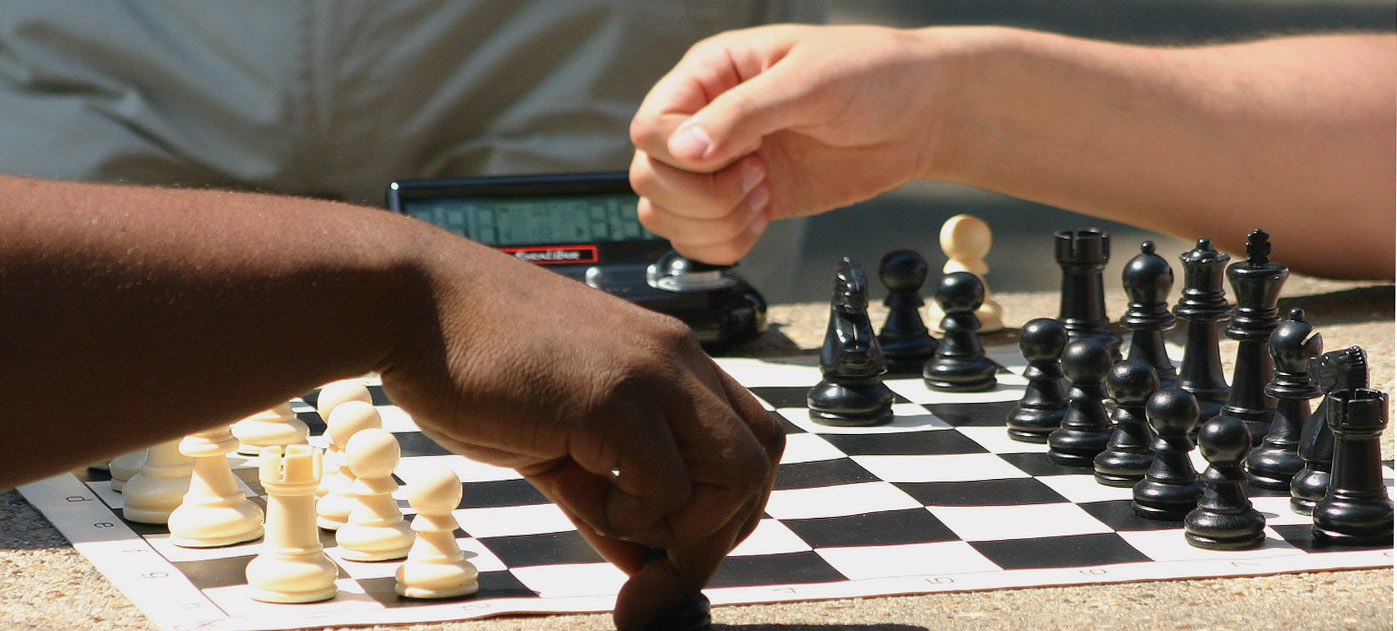
A hagyományos, kézzel történő sakklépés

A sakkot két játékos játssza egymás ellen egy négyzet alakú sakktáblán, amely nyolc sorból és nyolc oszlopból áll, így összesen 64 mezőt tartalmaz. A játék során mindkét fél 16–16 bábuval rendelkezik, tehát összesen 32 figura van a táblán. A két játékos bábui jól elkülönülő színűek: az egyik világos, a másik sötét. Hétköznapi szóhasználattal élve a sötét bábuk általában feketék, míg a világosak fehérek vagy világosbarnák – különösen akkor, ha fából készültek. A játékosok felváltva lépnek, és mindkettőjük célja, hogy a másik fél királyát szabályos módon bemattolják, vagyis olyan támadást hajtsanak végre ellene, amelyet az ellenfél már nem tud kivédeni.
A sakktáblák és a figurák sokféle anyagból készülhetnek. A legegyszerűbbek akár kartonpapírból is lehetnek, rajzolt figurákkal. Jobb minőségűek a fából készült figurák, de vannak üvegből, csontból és fémből készült táblák és figurák is. Napjainkban a legelterjedtebb a műanyag sakk-készlet. Gyakori, hogy az utazás közbeni játékhoz mágneses bábukat használnak.

### A tábla
|    | |    |    |    |    |    |    |
|    | \| \| \| \| \| \| \| \| \| \| \| \| \| \| \| \| \| \| \| \| \| \| \| \| \| \| \| \| \| \| \| \| \| \| \| \| \| \| \| \| \| \| \| \| \| \| \| \| \| \| \| \| \| \| \| \| \| \| \| \| \| \| \| \| \| \| \| \| \| \| \| \| |    |    |    |    |    |    |
|    | |    |    |    |    |    |    |
| a8 | b8 | c8 | d8 | e8 | f8 | g8 | h8 |
| a7 | b7 | c7 | d7 | e7 | f7 | g7 | h7 |
| a6 | b6 | c6 | d6 | e6 | f6 | g6 | h6 |
| a5 | b5 | c5 | d5 | e5 | f5 | g5 | h5 |
| a4 | b4 | c4 | d4 | e4 | f4 | g4 | h4 |
| a3 | b3 | c3 | d3 | e3 | f3 | g3 | h3 |
| a2 | b2 | c2 | d2 | e2 | f2 | g2 | h2 |
| a1 | b1 | c1 | d1 | e1 | f1 | g1 | h1 |

| a8 | b8 | c8 | d8 | e8 | f8 | g8 | h8 |
| a7 | b7 | c7 | d7 | e7 | f7 | g7 | h7 |
| a6 | b6 | c6 | d6 | e6 | f6 | g6 | h6 |
| a5 | b5 | c5 | d5 | e5 | f5 | g5 | h5 |
| a4 | b4 | c4 | d4 | e4 | f4 | g4 | h4 |
| a3 | b3 | c3 | d3 | e3 | f3 | g3 | h3 |
| a2 | b2 | c2 | d2 | e2 | f2 | g2 | h2 |
| a1 | b1 | c1 | d1 | e1 | f1 | g1 | h1 |

A tábla mindig akkor áll helyesen, ha a bal alsó sarokban sötét, a jobb alsóban pedig világos színű mező van. Vízszintesen az 1-től 8-ig, arab számokkal jelölt sorok, függőlegesen az a–h betűkkel azonosított vonalak vannak. Magán a sakktáblán többnyire nagybetűk láthatók, a játszmák lejegyzésénél kisbetűket írunk. A váltakozó színű négyzetek neve mező, és a vonalak, valamint sorok jelével hivatkozunk rájuk. A játékosok bal keze felé eső sarokmező sötét színű. A világossal játszó játékos esetén ez a mező az a1, sötétnél a h8. Alapállásban a világos király e1-en, a sötét király e8-on áll.
Az a–d vonalak neve vezérszárny, az e–h vonalaké királyszárny. A tábla közepe a centrum. Szűkebb értelemben ez csupán a d4, d5, e4 és e5 mezőket jelenti, tágabb értelemben centrumnak nevezzük a c3, c6, f6 és f3 mezők által kijelölt négyzetet. A sarkaikkal érintkező mezők képezik az átlókat. Az a1–h8, illetve az a8–h1 átlókat nagyátlóknak hívjuk.

### A figurák
A játék kezdetén a világosnak és a sötétnek ugyanannyi figurája van: 1–1 király, 1–1 vezér (alternatív neve: „királynő”), 2–2 bástya (alternatív neve: „torony”), 2–2 huszár (alternatív neve: „ló”), 2–2 futó és 8–8 gyalog (alternatív neve: „paraszt”). A figurák kiindulási helyzetét, illetve mozgatásuk lehetőségeit a játék szabálya határozza meg.

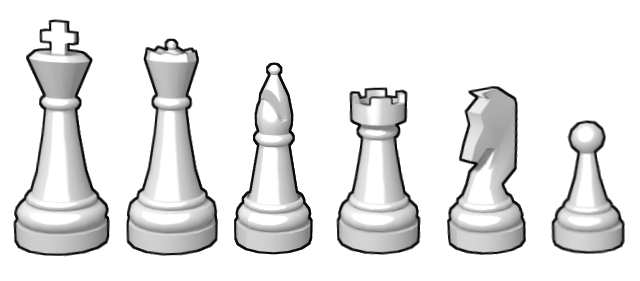
A sakkbábuk balról jobbra: király, vezér, futó, bástya, huszár, gyalog

A 8–8 gyalogon és az 1–1 királyon kívül minden figura tiszt. A huszárt és a futót könnyűtisztnek, a vezért és a bástyát nehéztisztnek hívjuk. A kiindulási helyzetben elfoglalt helyük (királyszárny vagy vezérszárny) alapján szokás beszélni királybástyáról, vezérfutóról stb., ezek azonban nem hivatalos elnevezések. Azt a sort, amelyen alapállásban a tisztek és a király állnak (világos esetében az 1., sötét esetében a 8. sort) alapsornak hívjuk.
A figurák értékét egyrészt a lépéslehetőségeik, másrészt az adott állás határozzák meg. Egyszerűbb esetben szokás úgy becsülni, hogy egy gyalog 1 egységet ér, egy könnyűtiszt 3-at, egy bástya 5-öt, a vezér 9-et vagy 10-et. Eszerint általános érvénnyel lehet azt mondani, hogy a vezér erejét tekintve kb. két bástyával vagy három könnyűtiszttel egyenértékű. A konkrét helyzetben ezek az értékek azonban egészen szélsőségesen is változhatnak.

#### Király
|    | |    |    |    |    |    |    |
|    | \| \| \| \| \| \| \| \| \| \| \| \| \| \| \| \| \| \| \| \| \| \| \| \| \| \| \| \| \| \| \| \| \| \| \| \| \| \| \| \| \| \| \| \| \| \| \| \| \| \| \| \| \| \| \| \| \| \| \| \| \| \| \| \| \| \| \| \| \| \| \| \| |    |    |    |    |    |    |
|    | |    |    |    |    |    |    |
| a8 | b8 | c8 | d8 | e8 | f8 | g8 | h8 |
| a7 | b7 | c7 | d7 | e7 | f7 | g7 | h7 |
| a6 | b6 | c6 | d6 | e6 | f6 | g6 | h6 |
| a5 | b5 | c5 | d5 | e5 | f5 | g5 | h5 |
| a4 | b4 | c4 | d4 | e4 | f4 | g4 | h4 |
| a3 | b3 | c3 | d3 | e3 | f3 | g3 | h3 |
| a2 | b2 | c2 | d2 | e2 | f2 | g2 | h2 |
| a1 | b1 | c1 | d1 | e1 | f1 | g1 | h1 |

| a8 | b8 | c8 | d8 | e8 | f8 | g8 | h8 |
| a7 | b7 | c7 | d7 | e7 | f7 | g7 | h7 |
| a6 | b6 | c6 | d6 | e6 | f6 | g6 | h6 |
| a5 | b5 | c5 | d5 | e5 | f5 | g5 | h5 |
| a4 | b4 | c4 | d4 | e4 | f4 | g4 | h4 |
| a3 | b3 | c3 | d3 | e3 | f3 | g3 | h3 |
| a2 | b2 | c2 | d2 | e2 | f2 | g2 | h2 |
| a1 | b1 | c1 | d1 | e1 | f1 | g1 | h1 |

A király a játék legfontosabb bábja, hiszen az egész játék a bemattolására irányul. Bármely irányban (vízszintesen, függőlegesen, átlósan) léphet, de csak egy mezőt, vagyis csak a közvetlen szomszédos mezőre, kivéve ha sáncol. Két király nem állhat közvetlen egymás mellett, mert akkor mindkettő sakkban lenne, az előző lépésben tehát az egyik királlyal sakkba léptünk, ami szabálytalan lépésnek számít.
A király mozgását korlátozza, hogy sakkba nem léphet, azaz nem állhat olyan mezőre, amelyen ki lehetne ütni. Azért csak „lehetne”, mert a szabályok szerint a király nem üthető. Ha mégis megtámadják, akkor a Sakkadás című szakaszban ismertetett háromféle mód valamelyikével meg kell szüntetni a támadást. Amennyiben az ott leírtak közül egyiket sem lehet végrehajtani, de a király ütésben van, akkor a király mattot kapott.

#### Vezér
|    | |    |    |    |    |    |    |
|    | \| \| \| \| \| \| \| \| \| \| \| \| \| \| \| \| \| \| \| \| \| \| \| \| \| \| \| \| \| \| \| \| \| \| \| \| \| \| \| \| \| \| \| \| \| \| \| \| \| \| \| \| \| \| \| \| \| \| \| \| \| \| \| \| \| \| \| \| \| \| \| \| |    |    |    |    |    |    |
|    | |    |    |    |    |    |    |
| a8 | b8 | c8 | d8 | e8 | f8 | g8 | h8 |
| a7 | b7 | c7 | d7 | e7 | f7 | g7 | h7 |
| a6 | b6 | c6 | d6 | e6 | f6 | g6 | h6 |
| a5 | b5 | c5 | d5 | e5 | f5 | g5 | h5 |
| a4 | b4 | c4 | d4 | e4 | f4 | g4 | h4 |
| a3 | b3 | c3 | d3 | e3 | f3 | g3 | h3 |
| a2 | b2 | c2 | d2 | e2 | f2 | g2 | h2 |
| a1 | b1 | c1 | d1 | e1 | f1 | g1 | h1 |

| a8 | b8 | c8 | d8 | e8 | f8 | g8 | h8 |
| a7 | b7 | c7 | d7 | e7 | f7 | g7 | h7 |
| a6 | b6 | c6 | d6 | e6 | f6 | g6 | h6 |
| a5 | b5 | c5 | d5 | e5 | f5 | g5 | h5 |
| a4 | b4 | c4 | d4 | e4 | f4 | g4 | h4 |
| a3 | b3 | c3 | d3 | e3 | f3 | g3 | h3 |
| a2 | b2 | c2 | d2 | e2 | f2 | g2 | h2 |
| a1 | b1 | c1 | d1 | e1 | f1 | g1 | h1 |

A figura perzsa neve „tanácsadó”-t jelent (Wesir, Vazir, perzsául: وزير)
A vezér mozgása olyan, mintha egyesítettünk volna egy futót egy bástyával, azaz egyenesen vagy átlósan bármely irányban, bármennyi mezőt léphet, mindaddig, amíg a tábla széléhez nem ér, vagy egy másik figura nem kerül az útjába (ha ez ellenséges figura, kiütheti, ha saját báb, meg kell állnia egy mezővel előtte). E szabály egyébként a huszár (és a sáncolás nevű lépés) kivételével minden figurára igaz. Tág mozgáslehetőségéből adódóan a vezér a sakkjáték legerősebb figurája.
Értékét 9 gyalog értékében (vagy annál többen) szokták meghatározni, bár ez nagymértékben függ a játék állásától.

#### Bástya
|    | |    |    |    |    |    |    |
|    | \| \| \| \| \| \| \| \| \| \| \| \| \| \| \| \| \| \| \| \| \| \| \| \| \| \| \| \| \| \| \| \| \| \| \| \| \| \| \| \| \| \| \| \| \| \| \| \| \| \| \| \| \| \| \| \| \| \| \| \| \| \| \| \| \| \| \| \| \| \| \| \| |    |    |    |    |    |    |
|    | |    |    |    |    |    |    |
| a8 | b8 | c8 | d8 | e8 | f8 | g8 | h8 |
| a7 | b7 | c7 | d7 | e7 | f7 | g7 | h7 |
| a6 | b6 | c6 | d6 | e6 | f6 | g6 | h6 |
| a5 | b5 | c5 | d5 | e5 | f5 | g5 | h5 |
| a4 | b4 | c4 | d4 | e4 | f4 | g4 | h4 |
| a3 | b3 | c3 | d3 | e3 | f3 | g3 | h3 |
| a2 | b2 | c2 | d2 | e2 | f2 | g2 | h2 |
| a1 | b1 | c1 | d1 | e1 | f1 | g1 | h1 |

| a8 | b8 | c8 | d8 | e8 | f8 | g8 | h8 |
| a7 | b7 | c7 | d7 | e7 | f7 | g7 | h7 |
| a6 | b6 | c6 | d6 | e6 | f6 | g6 | h6 |
| a5 | b5 | c5 | d5 | e5 | f5 | g5 | h5 |
| a4 | b4 | c4 | d4 | e4 | f4 | g4 | h4 |
| a3 | b3 | c3 | d3 | e3 | f3 | g3 | h3 |
| a2 | b2 | c2 | d2 | e2 | f2 | g2 | h2 |
| a1 | b1 | c1 | d1 | e1 | f1 | g1 | h1 |

A figura perzsa nevének (rukh, perzsául: رخ) jelentése „harci szekér”.
Bármennyi mezőt léphet, de csak függőleges és vízszintes irányban, átlósan nem, így egy helyről, bárhol is áll a sakktáblán, 14 mezőre léphet, ha másik figura nincs az útjában. Legjobban a nyílt vonalakat „kedvelik”, azaz az olyan vonalakat, amelyeken nem áll más bábu, mert itt tudják legjobban kifejteni erejüket. Kivételes lépése a sáncolás. A megnyitásban a világossal játszó játékos bástyái az a1-es és a h1-es, a sötéttel játszó félé pedig az a8-as és a h8-as mezőkön helyezkednek el.
A bástya a második legerősebb bábu a vezér után. Az adott állástól függően értéke körülbelül öt gyaloggal egyenlő, a könnyűtisztek bármelyikénél erősebb, két könnyűtisztnél azonban általában gyengébb. Ha egy könnyűtisztet egy bástyára cserélünk, akkor a bástyát elvesztő fél minőséghátrányáról beszélünk.

#### Futó
|    | |    |    |    |    |    |    |
|    | \| \| \| \| \| \| \| \| \| \| \| \| \| \| \| \| \| \| \| \| \| \| \| \| \| \| \| \| \| \| \| \| \| \| \| \| \| \| \| \| \| \| \| \| \| \| \| \| \| \| \| \| \| \| \| \| \| \| \| \| \| \| \| \| \| \| \| \| \| \| \| \| |    |    |    |    |    |    |
|    | |    |    |    |    |    |    |
| a8 | b8 | c8 | d8 | e8 | f8 | g8 | h8 |
| a7 | b7 | c7 | d7 | e7 | f7 | g7 | h7 |
| a6 | b6 | c6 | d6 | e6 | f6 | g6 | h6 |
| a5 | b5 | c5 | d5 | e5 | f5 | g5 | h5 |
| a4 | b4 | c4 | d4 | e4 | f4 | g4 | h4 |
| a3 | b3 | c3 | d3 | e3 | f3 | g3 | h3 |
| a2 | b2 | c2 | d2 | e2 | f2 | g2 | h2 |
| a1 | b1 | c1 | d1 | e1 | f1 | g1 | h1 |

| a8 | b8 | c8 | d8 | e8 | f8 | g8 | h8 |
| a7 | b7 | c7 | d7 | e7 | f7 | g7 | h7 |
| a6 | b6 | c6 | d6 | e6 | f6 | g6 | h6 |
| a5 | b5 | c5 | d5 | e5 | f5 | g5 | h5 |
| a4 | b4 | c4 | d4 | e4 | f4 | g4 | h4 |
| a3 | b3 | c3 | d3 | e3 | f3 | g3 | h3 |
| a2 | b2 | c2 | d2 | e2 | f2 | g2 | h2 |
| a1 | b1 | c1 | d1 | e1 | f1 | g1 | h1 |

A futók átlós irányban léphetnek, bármennyi mezőt, amíg egy másik báb nem kerül útjába. A játékosok a játék elején két-két futóval rendelkeznek, melyek közül az egyik csak a sötét, a másik csak a világos mezőkön közlekedik. A futók a megnyitásban a világossal játszó félnek a c1-es és az f1-es, a sötét bábukkal játszó játékosnak pedig a c8-as és az f8-as mezején helyezkednek el.
Egy játékos két futóját futópárnak hívják. A játék különböző szakaszaiban (a középjátékban vagy a végjátékban) a táblán kialakult hadállástól függően a futópár gyakran bizonyul erősebbnek, mint két huszár vagy egy huszár–futó pár (noha alapesetben, mint láttuk, egy huszár és egy futó ugyanannyit ér). A futó értékét 3 gyalogéban szokták számolni, bár ez nagymértékben függ az állástól.

#### Huszár
|    | |    |    |    |    |    |    |
|    | \| \| \| \| \| \| \| \| \| \| \| \| \| \| \| \| \| \| \| \| \| \| \| \| \| \| \| \| \| \| \| \| \| \| \| \| \| \| \| \| \| \| \| \| \| \| \| \| \| \| \| \| \| \| \| \| \| \| \| \| \| \| \| \| \| \| \| \| \| \| \| \| |    |    |    |    |    |    |
|    | |    |    |    |    |    |    |
| a8 | b8 | c8 | d8 | e8 | f8 | g8 | h8 |
| a7 | b7 | c7 | d7 | e7 | f7 | g7 | h7 |
| a6 | b6 | c6 | d6 | e6 | f6 | g6 | h6 |
| a5 | b5 | c5 | d5 | e5 | f5 | g5 | h5 |
| a4 | b4 | c4 | d4 | e4 | f4 | g4 | h4 |
| a3 | b3 | c3 | d3 | e3 | f3 | g3 | h3 |
| a2 | b2 | c2 | d2 | e2 | f2 | g2 | h2 |
| a1 | b1 | c1 | d1 | e1 | f1 | g1 | h1 |

| a8 | b8 | c8 | d8 | e8 | f8 | g8 | h8 |
| a7 | b7 | c7 | d7 | e7 | f7 | g7 | h7 |
| a6 | b6 | c6 | d6 | e6 | f6 | g6 | h6 |
| a5 | b5 | c5 | d5 | e5 | f5 | g5 | h5 |
| a4 | b4 | c4 | d4 | e4 | f4 | g4 | h4 |
| a3 | b3 | c3 | d3 | e3 | f3 | g3 | h3 |
| a2 | b2 | c2 | d2 | e2 | f2 | g2 | h2 |
| a1 | b1 | c1 | d1 | e1 | f1 | g1 | h1 |

A róla elnevezett „lóugrásban” lép: vízszintesen jobbra vagy balra két mezőt, majd függőlegesen fel vagy le egyet (vagy fordítva: függőlegesen fel vagy le kettőt és vízszintesen jobbra vagy balra egyet). Mivel a huszárnak nincs konkrét menetiránya, csak kiindulási és érkezési mezője (azaz nem „halad”, hanem ugrik), nincs értelme „útjában álló bábról” beszélni. A huszár lépéslehetőségeit egyedül az korlátozza, ha a tábla szélén vagy a sarokban áll, illetve ha saját figurák állnak az érkezési mezején. Sarokmezőről a huszár üres táblán is mindössze két helyre léphet, a centrumban nyolcra, ahogyan az a diagramról is leolvasható. Mozgása sajátosságából adódóan a huszárlépés kiindulási és érkezési mezeje mindig ellentétes színű. Ebből következik, hogy az indulási mezővel azonos színű mezőre mindig csak páros, ellenkező színű mezőre csakis páratlan számú lépésben juthat el. Ahhoz, hogy a huszár a kiindulópontjához képest vele szomszédos mezőre kerüljön, bonyolult manővereket kell megtennie több lépésben.
A játék elején mindkét fél két-két huszárral rendelkezik, amelyek világos esetében a b1-es és g1-es, sötétnél a b8-as és g8-as mezőkön állnak. Önmagában két huszár nem tudja bemattolni a királyt, de a saját királya segítségével beadható a matt, feltéve, hogy az ellenfélnek még van legalább egy gyalogja, amelyikkel mozoghat. A huszár értékét általában három gyaloggal egyenértékűnek számítják, ebből következik, hogy egyenlő a futóval, de tényleges értéküket a gyalogszerkezet és az állás egyéb sajátosságai határozzák meg.

#### Gyalog
|    | |    |    |    |    |    |    |
|    | \| \| \| \| \| \| \| \| \| \| \| \| \| \| \| \| \| \| \| \| \| \| \| \| \| \| \| \| \| \| \| \| \| \| \| \| \| \| \| \| \| \| \| \| \| \| \| \| \| \| \| \| \| \| \| \| \| \| \| \| \| \| \| \| \| \| \| \| \| \| \| \| |    |    |    |    |    |    |
|    | |    |    |    |    |    |    |
| a8 | b8 | c8 | d8 | e8 | f8 | g8 | h8 |
| a7 | b7 | c7 | d7 | e7 | f7 | g7 | h7 |
| a6 | b6 | c6 | d6 | e6 | f6 | g6 | h6 |
| a5 | b5 | c5 | d5 | e5 | f5 | g5 | h5 |
| a4 | b4 | c4 | d4 | e4 | f4 | g4 | h4 |
| a3 | b3 | c3 | d3 | e3 | f3 | g3 | h3 |
| a2 | b2 | c2 | d2 | e2 | f2 | g2 | h2 |
| a1 | b1 | c1 | d1 | e1 | f1 | g1 | h1 |

| a8 | b8 | c8 | d8 | e8 | f8 | g8 | h8 |
| a7 | b7 | c7 | d7 | e7 | f7 | g7 | h7 |
| a6 | b6 | c6 | d6 | e6 | f6 | g6 | h6 |
| a5 | b5 | c5 | d5 | e5 | f5 | g5 | h5 |
| a4 | b4 | c4 | d4 | e4 | f4 | g4 | h4 |
| a3 | b3 | c3 | d3 | e3 | f3 | g3 | h3 |
| a2 | b2 | c2 | d2 | e2 | f2 | g2 | h2 |
| a1 | b1 | c1 | d1 | e1 | f1 | g1 | h1 |

A gyalog kizárólag előre léphet. A kiindulási helyéről mind a nyolc gyalog tetszés szerint egy vagy két mezőt léphet előre, de a továbbiakban lépésenként mindig csak egy mezőt haladhat előre. Ütni azonban csak jobbra vagy balra átlósan tud, szintén csak egy mezőnyi távolságra.
Ha a gyalog áthaladt az egész táblán és eljutott az ellenfél alapsorába, átváltozik tisztté. Ez úgy történik, hogy a gyalogot levesszük a tábláról, és a helyére állítunk egy (a táblán levő állományon kívüli) vezért, bástyát, futót vagy huszárt, tetszés szerint, függetlenül attól, hogy a felvett figurából hány van már a táblán (eszerint egy játszmában elméletileg akár kilenc azonos színű vezér is lehetne a táblán: az eredetileg is meglévő, valamint a nyolc gyalogból átváltozott). A játékosok többnyire a vezér figuráját választják, mivel az a legerősebb. Ugyanakkor adódhat olyan állás, amikor érdemes más figurát fölvenni (például huszárt). Az alapsorra való belépés (vagy beütés), a gyalog (és esetlegesen a leütött figura) levétele a tábláról, az új figura felhelyezése – mindez egyetlen lépésben történik, mégpedig szükségszerűen: ha a gyalog elérte az utolsó sort, kötelező az átváltozás (ez az átváltozás az esetek többségében a végjátékban következik be).
Van egy kivételes ütési lépés, a menet közbeni ütés, az en passant, amelyről a Különleges lépések szakaszban esik szó.

### Lépés és ütés
Egy mezőn egy időben csak egy figura állhat. A játékot mindig világos kezdi, és tetszése szerint – de a szabályoknak adta kereteken belül – valamelyik figuráját áthelyezi egy másik mezőre. Ezt lépésnek hívjuk. Ezt követően sötét lép egyet. A játékosok felváltva lépnek, passzolásra nincs lehetőség („lépéskényszer”). Ha egy mezőn az ellenfél bábuja áll, azt egy szabályos lépéssel ki lehet ütni: az ellenfél figuráját levesszük a tábláról, és saját, odalépő bábunkat tesszük a helyére. Saját figura kiütésére nincs lehetőség.

### Különleges lépések

Példa a sáncolásra

Példa a gyalog lépéslehetőségeire: átváltozás (balra) és en passant (jobbra)

A sakkban három különleges lépés van:
- Sáncolás (avagy a szlengben: rosálás)[14][15] • A király és az egyik bástya együttes lépése. Ezt világos is, sötét is mindössze egyszer teheti meg a játék során. A király a kiválasztott bástya felé lép két mezőt, a kiválasztott bástya pedig a király által átlépett, tehát a királlyal szomszédos túloldali mezőre kerül. Ha a király a királyszárnyra sáncol, azt rövidsáncnak (írott jele: 0–0), ha a vezérszárnyra, hosszúsáncnak (írott jele: 0–0–0) hívjuk. A sáncolás csak akkor lehetséges, ha az alábbi feltételek mindegyike igaz:

1. a király még nem lépett a játszma folyamán;
2. az a bástya, amellyel sáncolni szeretnénk, még nem lépett a játszma folyamán;
3. a király és a bástya között nem áll sem saját, sem ellenséges báb;
4. a sáncolás előtt a király nem áll sakkban, a sáncolással nem kerül sakkba, és a sáncolás közben nem halad át olyan mezőn, amelyet ellenséges báb támad.
Megjegyzés: ezekből a szabályokból következik, hogy sáncolással nem lehet sakkból kilépni és sáncolással nem lehet ütni; viszont nem tiltja semmi, hogy adott esetben sánclépéssel adjunk sakkot az ellenfélnek.
- Ütés menet közben (en passant)[16] • Ha a kiindulási mezőjéről kettőt lépő gyalogunkkal áthaladunk egy ellenséges gyalog ütésmezején, akkor az ellenfél gyalogunkat a következő lépésben – de csakis akkor – leütheti. Az ütés pontosan úgy történik, mintha az ütött gyalog csak egyet lépett volna.
- Átalakulás[17] • Ha a gyalog beér az ellenfele alapsorára, akkor át kell változtatni a gyaloggal azonos színű tisztté: vezérré, bástyává, huszárrá vagy futóvá, a játékos választása szerint, függetlenül attól, hogy az adott tisztből hány van még játékban. Általában a vezért szokás választani, mivel az a legerősebb figura. Előfordulhat azonban, hogy a játékhelyzet miatt más átalakulás a kívánatosabb. Ennek leggyakoribb esete a huszárrá változás, mivel ez az egyetlen figura, amelynek lépésére a vezér nem képes. Bástyává vagy futóvá átalakulni akkor szokás, ha az új vezér megjelenése patthelyzetet eredményezne. Ha nincs olyan kiütött figura, amit az átváltozott gyalog helyére tehetnénk, használhatunk másik készletből való bábokat, vagy valamilyen jelzőt, pl. pénzérmét.

### Fogott figura lép, letett bábu marad
Franciául: pièce touchée (am. „megérintett bábu”). Az alább említett kivételtől eltekintve, ha a lépésre következő játékos megérinti saját figurái egyikét, köteles azzal lehetőség szerint szabályos lépést tenni. Ha az ellenfél figuráját érinti meg, lehetőség szerint köteles azt kiütni. Továbbá a megtett lépést nem lehet visszavonni, azaz az elengedett bábu már nem mozdítható. Ez alól a versenyző csak akkor mentesül, ha az érintés előtt Igazítok! (J'adoube, ejtsd: zsadub) felkiáltást tesz, majd ezt végre is hajtja. Nem hivatalos játszmáknál e szabály alkalmazásáról előzetes megegyezés alapján döntenek. Ez alól csak egy kivétel van: ha olyan figurát érintett meg a játékos, amellyel nem lehet szabályos lépést megtenni. Ez alatt az a helyzet is értendő, ha a játékos megérint egy figurát, de közben a királya sakkban van. Ekkor ha a megérintett figura közbehúzásával vagy a sakkot adó ellenséges bábu leütésével védhető a sakk, akkor azt azzal köteles védeni, akkor is, ha ezzel anyagi hátrányba kerül. Ha azonban a fogott bábu közbehúzásával vagy a sakkadó bábu leütésével nem védhető a sakk, akkor a „fogott bábu lép” szabály nem érvényes, mert egy szabályos lépéssel a sakkot kell kivédeni.

### Sakkadás
|    | |    |    |    |    |    |    |
|    | \| \| \| \| \| \| \| \| \| \| \| \| \| \| \| \| \| \| \| \| \| \| \| \| \| \| \| \| \| \| \| \| \| \| \| \| \| \| \| \| \| \| \| \| \| \| \| \| \| \| \| \| \| \| \| \| \| \| \| \| \| \| \| \| \| \| \| \| \| \| \| \| |    |    |    |    |    |    |
|    | |    |    |    |    |    |    |
| a8 | b8 | c8 | d8 | e8 | f8 | g8 | h8 |
| a7 | b7 | c7 | d7 | e7 | f7 | g7 | h7 |
| a6 | b6 | c6 | d6 | e6 | f6 | g6 | h6 |
| a5 | b5 | c5 | d5 | e5 | f5 | g5 | h5 |
| a4 | b4 | c4 | d4 | e4 | f4 | g4 | h4 |
| a3 | b3 | c3 | d3 | e3 | f3 | g3 | h3 |
| a2 | b2 | c2 | d2 | e2 | f2 | g2 | h2 |
| a1 | b1 | c1 | d1 | e1 | f1 | g1 | h1 |

| a8 | b8 | c8 | d8 | e8 | f8 | g8 | h8 |
| a7 | b7 | c7 | d7 | e7 | f7 | g7 | h7 |
| a6 | b6 | c6 | d6 | e6 | f6 | g6 | h6 |
| a5 | b5 | c5 | d5 | e5 | f5 | g5 | h5 |
| a4 | b4 | c4 | d4 | e4 | f4 | g4 | h4 |
| a3 | b3 | c3 | d3 | e3 | f3 | g3 | h3 |
| a2 | b2 | c2 | d2 | e2 | f2 | g2 | h2 |
| a1 | b1 | c1 | d1 | e1 | f1 | g1 | h1 |

Ha az ellenfél lépésével olyan helyzet alakul ki a táblán, hogy amennyiben megint ő következne lépéssel, kiüthetné a királyunkat, akkor sakkot kaptunk, másként fogalmazva a királyunk sakkban áll. A sakkot kötelező megszüntetni, különben veszítünk. Ez háromféleképpen történhet:
1. Kilépünk a sakkból, vagyis királyunkkal olyan mezőre lépünk, amelyet nem támad ellenséges báb.
2. Leütjük a sakkot adó bábot.
3. Közbehúzunk egy másik figurát a támadó báb és a királyunk közé. Ez a megoldás értelemszerűen nem jöhet szóba, ha huszártól kaptunk sakkot, vagy közvetlenül szomszédos mezőről.

Vannak különleges sakkfajták, amik már nem részei az alapszabálynak, hanem következményei, de taktikai szempontból érdekesek:
- Felfedett sakk • amikor nem attól a figurától kapjuk a sakkot, amely a tényleges lépést tette. Ez úgy történhet, hogy a királyunk és a sakkadó báb között volt egy másik ellenséges figura, és ellenfelünk ez utóbbival kilépett az útból.
- Kettős sakk • ha a lépést követően nem egyetlen, hanem két figura is támadja a királyunkat. Ez történhet például úgy, hogy a királyunk és az ellenséges bástya között álló huszár ellép az útból (felfedett sakk), de maga is olyan mezőre érkezik, ahonnan sakkban tartja királyunkat. A kettős sakk nagyon erős lépésnek számít, hiszen kizárólag a sakkból való kilépéssel lehet megszüntetni.
- Villás sakkesetről akkor beszélünk, amikor a huszár a királyon kívül legalább egy nehéztisztet támad egyszerre. Ha a huszár a sakkadással egyidejűleg a vezért támadja, azt a köznyelvben sakk-sekk néven (angolul: royale fork) is nevezik.[19][20]

### A sakkjáték célja
A sakkjáték célja olyan állás elérése, amelyben az ellenfél királya sakkban (ütésben) van, de nincs olyan mező, ahová szabályosan léphetne, és más szabályos módon sem tudja a sakkot kivédeni (azaz közbehúzni egy másik figurát, vagy leütni a támadó bábot). Ha ez történt, a király mattot kapott. Az eredeti játékszabályok szerint a játékot akkor nyeri meg valaki, ha ellenfelének mattot ad. A versenysakkban azonban az is győzelemnek számít, ha ellenfelünknek elfogyott az egész játékra meghatározott gondolkodási ideje (lásd alább). A gyakorlatban a mattadást általában nem várják be, hanem a vesztésre álló játékos feladja a játszmát.

### Események a játszma során
A játszma eseményei során használt legfontosabb fogalmak:
- Áldozat: ha (többnyire a jobb pozíció kedvéért) anyagi hátránnyal engedjük leütni valamely figuránkat. Azaz nem cseréről van szó.
- Csapda: gyakorlatlanabb sakkozók ellen bevethető lépéssorozat, amelyben az egyik fél látványos anyagi áldozatot vállal. Ha a partner ezt elfogadja, gyors és megsemmisítő vereséggel fizet érte.
- Csel: anyagi áldozat a megnyitásban, taktikai vagy pozíciós ellenérték reményében.
- Csere: ha a két játékos egymás azonos értékű figuráit üti le. Tehát gyalogot adunk gyalogért, könnyűtisztet könnyűtisztért, bástyát bástyáért vagy vezért vezérért.
- Ellentámadás: a támadásra adható egyik válasz, melynek során a támadó fél támadását a másik fél nem védekezéssel, hanem támadással kívánja megakadályozni.
- Elterelés: egy sakkfigura kényszerítő erejű elterelése egy adott mezőről.
- Felfedés: egy sakkfigura megtámadása azáltal, hogy egy másik sakkfigura ellépésével megnyitja egy eddig tűzvonalában általa korlátozott sakkfigura tűzvonalát.
- Fenyegetés: olyan lehetőség megteremtése, amely közvetlenül előny szerzésére vagy mattra vezet.
- Fojtott matt: olyan matt, amikor a sakkot kapó király azért nem tud a sakkból ellépni, mert saját figurái veszik körül, és elveszik tőle a mezőket.
- Fór (előny): fórnak nevezzük, ha az egyik játékos előnybe került a másikkal szemben. Fór lehet a gyakorlott játékos által biztosított anyagi előny a gyengébb félnek: az erősebb 16 figura helyett 15 (esetleg még kevesebb) figurával kezdi a játékot. A hiányzó figura függvényében beszélünk például bástyafórról vagy vezérfórról.
- Gyalogáttörés: egy gyalog útjának megtisztítása egy vagy több gyalog feláldozása árán.
- Kombináció: kényszerítő erejű lépéssorozat. Mattkombináció: a mattadást célul kitűző kombináció.
- Lépéskényszer: olyan állásban van ’lépéskényszer’, amikor a lépésen levő félnek köteles olyat lépnie, ami után rosszabb állásba kerül.
- Kötés: olyan játékhelyzet, amikor egy figurával nem lehet vagy nem ajánlatos lépni, mert ezzel üthető helyzetbe („ütésbe”) kerülne egy másik bábunk. Ha ez utóbbi a király, a lekötött figura lépését a szabályok zárják ki. E helyzetet szokás „abszolút kötésnek” is nevezni, szemben a „relatív kötéssel”, amikor a kérdéses bábuval lehet szabályosat lépni, csak a fenti okokból nem éri meg.
- Mérgezett gyalog: olyan védtelenül hagyott gyalog, melynek leütésére az ütő fél hátrányba kerülne.
- Minőség: a bástya és a könnyűtiszt különbsége. Ha például egy ütésváltásban világos elveszít egy futót, sötét egy bástyát, akkor világosnak minőségelőnye van.
- Nyárs: Nyársról akkor beszélünk, ha a két megtámadott figura azonos vonalon, soron vagy átlón helyezkedik el és a támadó figurához az értékesebb figura esik közelebb, amelynek el kell lépnie a megtámadott vonalról, áldozatul hagyva ily módon a mögötte elhelyezkedő kevésbé értékes bábut.
- Ráterelés: egy sakkfigura kényszerítő erejű ráterelése egy adott mezőre.
- Szabadgyalog: olyan gyalog, melyikkel szemben nem áll ellenséges gyalog, és amelyiknek útjában nem áll szomszédos gyalog sem.
- Támadás: valamilyen konkrét sakkfigura fenyegetésére, megszerzésére irányuló lépéssorozat.
- Térelőny: annak a játékosnak van térelőnye, aki több mezőt ellenőriz, ill. birtokol.
- Villa: olyan játékhelyzet, amikor egy figurával (általában gyaloggal vagy huszárral) egyszerre két ellenséges tisztet támadunk. Anyagi vagy minőségi előnyt lehet vele szerezni.[18][20]

### A sakkjátszma részei
A játékosok a játszma során bármikor, illetve folyamatosan törekedhetnek mattadásra. A játékosok játékerejének növekedésével, illetve hasonló játékerejű ellenfelek játszmáiban a tényleges mattadásra vagy a játszma bármilyen módon való eldöntésére egyre több lépés után kerül sor. A sakkjátszma három szakaszát szokás megkülönböztetni.

#### Megnyitás
A megnyitás a játék kezdeti szakasza. A fő cél ekkor a jobb támadási pozíció megszerzése (ez gyakran a centrummezők birtoklását vagy kontrollját jelenti), a bábuk mozgásba hozatala, a király biztonságba helyezése (például sáncolás útján), valamint az ellenfél kibontakozásának megakadályozása. Ez általában 8–10 lépést jelent, de esetenként 30 lépésig is eltarthat. Amikor például 30 lépésről beszélünk, akkor 30 pár lépésről van szó. A sakkban a lépéseket általában párosával számolják.
Mivel véges számú játékindítás lehetséges, lehetőség van a játszmakezdő lépéskombinációk kiértékelésére, amit ma már számítógépes szoftverekkel végeznek (a versenyeken a játékosok természetesen csak az emlékezőképességükre támaszkodhatnak).
Az ezzel foglalkozó tudományág, a megnyitáselmélet alapvetően háromfajta kezdést különböztet meg:
- Nyílt megnyitás: nyitólépése e4 e5, (például ilyen a spanyol megnyitás)
- Félig nyílt megnyitás: nyitólépése e4 (…), és az e5 helyett más lépés (…) (például c5 után a szicíliai védelem)
- Zárt megnyitás: a többi lépés 1. d4, 1. c4 vagy 1. Hf3 (például a vezércsel több változata)

Ezen megnyitások elnevezése arra utal, hogy a zárt megnyitásban gyakran zárt állás alakul ki. Azaz ellenfelek bábui jobban lezárják a lehetőségeket, és utána pozíciósabb a játék. Tipikusan például a centrumban két gyalogvonal alakul ki, amely ideiglenesen korlátozza a tisztek mozgását.

#### Kezdés vagy végjáték?
Kezdő játékosok esetében előfordulhat az ún. susztermatt, amikor a mattot az első négy lépésen belül megadják. A tipikus a hosszabb, esetenként akár 8–10 lépésből álló megnyitási szakasz, kivételesen vannak megnyitások, ahol még 20 lépésen túl is megnyitásról beszélünk. Létezik kétlépéses matt is, az úgynevezett bolondmatt.

#### Középjáték
A középjáték a megnyitásnak nevezett szakasz után következik, és jelentős részben a választott megnyitás határozza meg a kezdetét. A középjátékban a játékosok vagy helyzeti vagy ún. anyagi (a bábuk számában illetve játékerejében való) előnyök szerzésére törekednek. Jellemző az, hogy sok bábu van még a táblán, emiatt az állásokban sok lehetőség van, így az állások kiértékelése és a legjobb lépés meghatározása itt a legnehezebb. Fontos feladat a motívumok (pl. görög áldozat (klasszikus futóáldozat)) felismerése és kiaknázása.

#### Végjáték
A végjáték a játszma utolsó szakasza, amelyben a táblán általában kevés báb marad. Emiatt a lehetséges lépések száma korlátozottabb, a tábla jobban átláthatóbb. Azonban itt is nagyon éles és hosszú taktikai játékok alakulhatnak ki. Három fő dologra kell figyelni végjátékkor:
Lépéskényszer
Gyalogok szerepe, ami ilyenkor felértékelődik.
A király, amelynek a szerepe megerősödik és az aktivitása megnő, hiszen nincs már a táblán olyan sok bábu, hogy gyorsan mattot lehessen adni.

### Stratégia és taktika
A sakkjáték két fontos eleme a játszma stratégiai felépítése, amelyre már az első lépésektől törekednünk kell, valamint az adott állásban rejlő taktikai elemek felismerése és alkalmazása a győzelem, vagy valamilyen kisebb vagy nagyobb előny elérése érdekében. Definíció szerint a stratégia a cselekvések egy hosszabb távú terve egy bizonyos cél elérése érdekében, amely gyakran az úgymond „győzelem” vagy egy probléma megoldása. Megkülönböztetjük a taktikától és az azonnali akcióktól, mivel a stratégia a cselekvések és azok végrehajtásához szükséges erőforrások biztosítását időben kiterjedten gondolkodva tervezi meg.

#### Stratégia
A sakkra konkretizálva: a stratégia hosszú távú terv az állás előnyös alakítására, a figurák minél jobb elhelyezésére, működésük összhangjára, bizonyos taktikai motívumok kialakítására. A stratégia az egész játszmára vonatkozó játéktervet jelenti, hogy miként építsük fel a részcélok teljesítésével a hadállásunkat.
A játszma során megkülönböztethetjük a megnyitási stratégiát, amely lényegében abból áll, hogy milyen – játékstílusunknak megfelelő – típusú megnyitással kívánunk vagy tudunk előnyösebb állással a középjátékba fordulni; a középjátékban alkalmazott stratégiai elgondolásokat, amelyek a megnyitási stratégiánkra épülnek, de már konkrétabb cél érdekében történnek (például az ellenfél állásában rejlő valamely gyenge pont szisztematikus kihasználása), amelynek révén közelebb kerülhetünk a végső stratégiai célunkhoz, a játszma megnyeréséhez. A végjátékoknak vagy a kedvező végjátékra történő lebonyolításnak ugyancsak megvan a szakirodalomban is széleskörűen tárgyalt stratégiája, amelyben a stratégiai cél legtöbbször az egyik gyalogunk átváltozásának elérése, ezzel érve el döntő anyagi előnyt.
A megnyitás nem más, mint felkészülés a küzdelemre, a stratégia alapjainak megteremtése. A középjáték maga a csata, a felek stratégiájának kivitelezése, melynek célja a király mattolása vagy döntő anyagi előny szerzése. Ha a csatában valamelyik félnek nem sikerül mattot adnia vagy döntő anyagi előnyre szert tennie, akkor a figurák lecserélődése utáni kevés bábos szakaszt nevezzük végjátéknak.

#### Taktika
A taktika rövid távú terv, konkrétan kiszámított lépésekkel, a sakk egyik leglátványosabb része. A taktikai elemek közé tartoznak a kettős támadások különböző típusai, az ütegek és kötések taktikai célú felhasználása, a figurák között együttműködési problémák kihasználása, a taktikai célú mattfenyegetések. A taktikai elemek felhasználhatók előnyszerzésre vagy rosszabb állásban döntetlen kikényszerítésére (például örökös sakk elérése taktikai eszközzel). A taktikai mintázatok felismerésének képessége szerzett képesség, amelyet nagyszámú kombinációs motívum megfejtésével, gyakorlás útján sajátíthatunk el.

### A játszma kimenetele

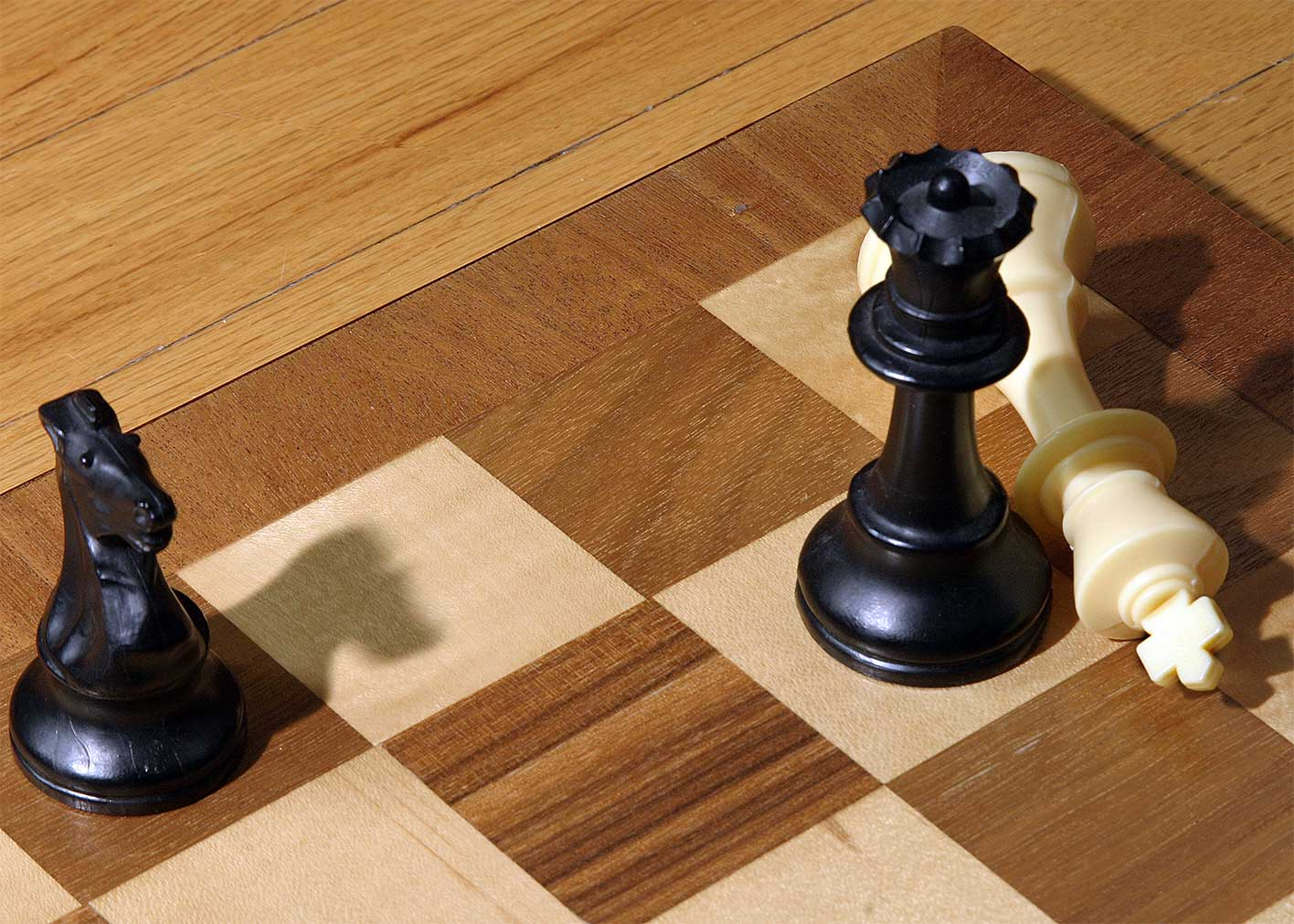
Sakk-matt

A játszma valamelyik fél győzelmével ér véget:
- Ha királyunk sakkban áll, és a sakk megszüntetése semmilyen módon sem lehetséges, a játszma véget ért: mattot kaptunk. A másik fél nyerte meg a játszmát.
- Ha időre játszunk, és lejárt a gondolkodási időnk, elveszítettük a játszmát.
- Ha olyan anyagi hátrányba kerültünk, hogy a folytatás csak időhúzás lenne, mert az ellenfelünk előbb-utóbb biztosan mattot ad, akkor a játszmát feladhatjuk.

A játék kimenetele további esetekben döntetlen:
1. Patt • A lépésre következő félnek nincs semmilyen lépéslehetősége, a királya azonban nincs sakkban.
2. Az ötven lépés szabálya • Ha úgy történik a játszma során 50 lépés, hogy közben nincs sem ütés, sem gyaloglépés, és bármelyik játékos igényli, akkor a játszma döntetlen.
3. Háromszori tükörkép • A táblán háromszor ugyanaz az állás látható. Ez nagyon gyakran örökös sakk formájában jelentkezik, azaz a király különféle sakkokat kap, amiből kilép, de a sakkokat ismételni lehet.
4. Nincs mattadó erő • Az ütések következtében már egyik félnek sincs megfelelő anyagi ereje, hogy mattot adhasson. Lehetetlen a mattadás akkor, ha a két játékos megmaradt figurakészlete az alábbiak valamelyike:
  1. király; király
  2. király és egy huszár; király
  3. király és egy futó (vagy átalakulás következtében több azonos színen lépkedő futó); király
  4. király és egy futó; király és egy futó, az ellenfél futójával azonos színen lépkedve (vagy átalakulás következtében bármely játékosnál több, de azonos színen lépkedő futó).[30]
5. Ha van mattadó erő, de a bábuk egy része blokkolt, feloldásukra nincs lehetőség, a szabad bábukkal pedig nem lehet mattot adni.
6. Ha az előbb felsorolt helyzetek bármelyike elkerülhetetlen a lehetséges lépésekkel.
7. Megegyezés • A játékosok a játék folyamán bármikor megegyezhetnek döntetlenben. Döntetlent ajánlani csak a saját lépésünk megtételével egyidejűleg lehet. Az ajánlatot a másik fél elfogadhatja vagy elutasíthatja. A játék során korlátlan számban lehet döntetlent ajánlani.[31] A világversenyeken (sakkolimpián, sakkvilágbajnokságon) az úgynevezett „szalonremik” (amikor a játékosok alig néhány lépés után lényegében az igazi küzdelem megkezdése előtt egyeznek meg döntetlenben) megszüntetése érdekében bevezették azt a szabályt, hogy csak a 30. lépés után lehet először döntetlent ajánlani.

Megjegyzések:
- Egyetlen gyaloggal ugyan nem lehet mattot adni, ennek ellenére az egyetlen megmaradt gyalog is mattadó erőnek számít, hiszen elvi lehetősége van, hogy átváltozzon mattadó bábbá.
- Király és két huszár; király esetben szabályos játékban, az ellenfél segítő közreműködése nélkül, kényszerítő erejű lépéssorozattal nem érhető el matt. Tekintettel azonban arra, hogy ezekkel a bábukkal a táblán mattállás felállítható, ezért ez az eset nem része az „elégtelen mattolóerő” szabálynak.

### A sakkjátszmák lejegyzése

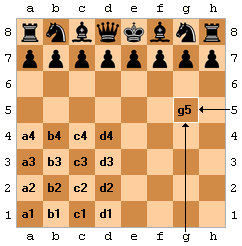
A mezők jelölései

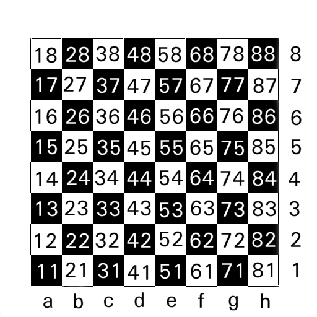
A levelezési sakk jelölése

A sakktábla mezőinek és a báboknak betűjeleivel egyértelműen lejegyezhető a sakkjátszma menete. Versenyen a játékosnak kötelessége, hogy mind saját, mind ellenfele lépését feljegyezze az ún. játszmalapra. Ma már egyre több versenyen alkalmaznak elektronikus sakktáblákat, amelyek alkalmasak arra, hogy a táblán megtett lépést azonnal elektronikusan rögzítsék, és az interneten keresztül nyomon követhető a játszma a világ bármely pontjáról. Ez a lehetőség azonban nem szüntette meg a versenyjátszmák lejegyzésének kötelezettségét. A lejegyzett játszma nincs szerzői joggal védve.
A mezők koordináta-rendszerben helyezkednek el. A függőleges oszlopokat latin betűkkel, a vízszintes sorokat arab számokkal jelölik. A világos oldaláról nézve a bal alsó sarok az a1-es mező. Innen távolodva vannak számozva az oszlopok és a sorok. Mindig a betűt írjuk előre.
A magyarban a bábuk jelölései a következők: a király – K, a vezér – V, a bástya – B, a huszár – H, a futó – F, a gyalogot nem jelöljük külön.
„Megjegyzések” lehetnek például, ha valamelyik fél sakkot ad, ezt a lépés után írt + jelzi. Amennyiben kettős sakkot ad, azt ++ jellel jelöljük. A matt szimbóluma: #.
„Változás” alatt az ütést vagy a gyalog átváltozását értjük.
- Ütésnél, Hf3xe5 vagy rövid jelzéssel Hxe5, ha két ilyen figura léphet oda, akkor mondjuk Hd7xe5 vagy Hdxe5, és ha esetleg d7-en és d3-on is van egy huszár, akkor H7xe5.(x-szel jelöljük).
- En passant ütésnél, 1. … c5 2. … c4 ekkor 3. b2–b4 esetén lehetséges cxb3 e.p. (a lépés után írt e.p.-vel jelöljük).
- Gyalogátváltozásnál, például e2-e1V (a lépés után közvetlenül annak a bábunak a jelét írjuk, amit a gyalog helyett felvettünk).

A feljegyzés módja a következő: Lépés száma; mi lép; honnan lép; változás (ha ütés van); hova lép; megjegyzés a lépéshez (ha van), illetve a felvett báb jele, ha gyalogátváltozás történt. Ez a lépés hosszú jelölésének a módja. Tehát egy lépés jelölése például: 10. Hg1xf3. Ezt írhatjuk röviden Hxf3-nak, amikor csak azt adjuk meg, hogy az adott báb melyik mezőre került. A sáncolásnak külön jele van. A rövidsáncnak: 0–0, a hosszúsáncnak: 0–0–0.
A játszma végén jelzik a meccs végkimenetelét: 1–0 – világos nyert; 0–1 – sötét nyert; ½–½ – döntetlen.

#### A levelezési sakk numerikus jelölése
A nemzetközi levelezési sakkban, megelőzendő azt, hogy a figurák különböző országokban alkalmazott jelölései félreértést okozzanak, mind a sorokat, mind az oszlopokat számmal jelölik, és így minden mező két számjegyből áll. Az első számjegy az oszlopot, a második számjegy a sort jelzi. Világos oldaláról nézve a bal alsó sarok a 11-es mező, a jobb alsó sarok a 81-es mező, míg sötét oldalán a két bástya alaphelyzetben a 18-as és a 88-as mezőkön áll.
A lépés megadása úgy történik, hogy meg kell adni annak a mezőnek számát, amelyről lép egy figuránk, és annak a mezőnek a számát, amelyre lép a figura. Mivel egy bizonyos mezőn csak egy figura állhat, ezért sem a figura jelét, sem az esetleges ütés tényét, sem a sakkadást nem kell külön megadni. Például a hagyományos jelölés szerinti, előző példabeli  Hg1xf3 lépést a levelezési sakkban 7163 formában adjuk meg. A sáncolás jelölése a király helyváltoztatásának közlésével történik, azaz világos rövidsánca (0–0) esetén 5171, hosszúsánca (0–0–0) esetén 5131; míg sötét rövid oldalra történő sáncolását az 5878, a hosszú oldalra történő sáncolását az 5838 számkóddal jelöljük. Figuraátváltozás esetén, amikor a gyalog az utolsó sorra ért, akkor a felvett tiszt jelzésére a négy számjegy egy ötödikkel egészül ki. Ez a szám 1 (vezér), 2 (bástya), 3 (futó) vagy 4 (huszár) lehet a felvett bábtól függően. Például ha az f7-en álló gyaloggal belépünk a 8. sorra (f7–f8 lépés) és bástyát veszünk fel (hagyományos jelölésnél: f7–f8B), ennek jelzése a levelezési sakkban: 67682.

### Játék időre

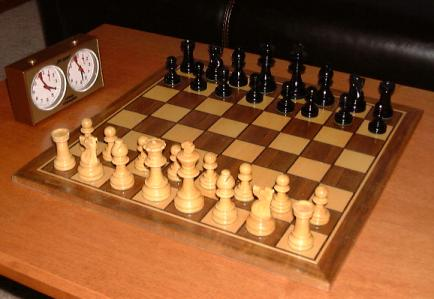
A hivatalos versenyeken használt, szabványos, ún. Staunton sakk-készlet sakkórával

Annak érdekében, hogy egy-egy játszma ne nyúljon a végtelenségbe, a versenyeken sakkórát használnak. A sakkóra olyan készülék, amely két óraszerkezetet tartalmaz. Az egyik óra leállítása elindítja a másikat és viszont. Lépésének megtételét követően a játékos egy gomb lenyomásával leállítja saját, egyben elindítja ellenfele óráját.
A sakkóra segítségével meghatározható, hogy a játékosoknak mennyi gondolkodási idő álljon rendelkezésükre a játék során. Akinek letelik a gondolkodási ideje (a hagyományos, analóg óránál: leesik a zászlója), elveszíti a játszmát, ugyanúgy, mintha mattot kapott volna. Ez alól kivétel, ha ellenfelének már nincs a táblán mattadó bábja.
A versenysakkban hagyományos óra használata esetén a játékosnak az első 40 lépés megtételére általában 2 órája van, a továbbiakban minden 20 lépésre 1–1 órája. A Nemzetközi Sakkszövetség által elismert versenyeken ma már digitális órákat használnak, amely lépésenként többletidő hozzáadását is lehetővé teszi. Ennek megfelelően ma már a versenyeken a leggyakoribb időbeosztás az első 40 lépésre 90 perc, majd még 30 perc játékidő, és az 1. lépéstől kezdve lépésenként 30 másodperc többletidőt kapnak a játékosok.
Sokkal kevesebb az idő a gyorsított sakkjátszmákban. Az úgynevezett rapid játszmákban a rendelkezésre álló idő 10 és 60 perc közé esik az egész partira nézve, az adott versenytől függően meghatározott többletidővel (legtöbbször 10 másodperc) lépésenként; a villámpartikban (blitz vagy schnell) 10–10 perc vagy kevesebb, leggyakrabban 5–5, esetleg 3–3 perc, az adott versenytől függően meghatározott többletidővel (legtöbbször 3 másodperc) lépésenként; a bullet (golyó – a gyorsaságra utal) játékban mindössze 1–1 perc.

## A sakk története

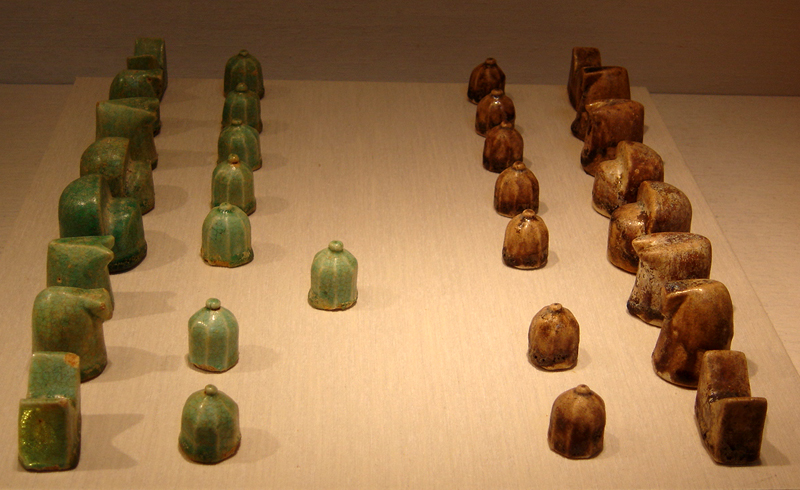
Iráni sakk-készlet a 12. századból

Az első ismert sakkváltozat valószínűleg Indiában alakult ki, 600 körül. A csaturanga (chaturanga) a modern sakknál egyszerűbb volt. Perzsiába került, majd az arab hódítás nyomán (633–644) a muzulmán világban kezdett terjedni. Itt 840 körül egy bizonyos al-Adli ar Rumi írta meg az első sakk-könyvet. Európába a sakk arab közvetítéssel jutott, közben sokat változva, és ezzel megalapozva a mai modern sakkot. 820 körül a sakk satrandzs formájában megjelent Oroszországban is, majd 1000-re elterjedt egész Nyugat-Európában. A másik irányba a fejlődési útvonal kevésbé követhető. A legvalószínűbb elképzelés szerint Indiából Kínába, majd Japánba vitték át, és közben jóval nagyobb változásokon ment keresztül, mint Nyugat felé tartva.

### Eredete (1000–1850)

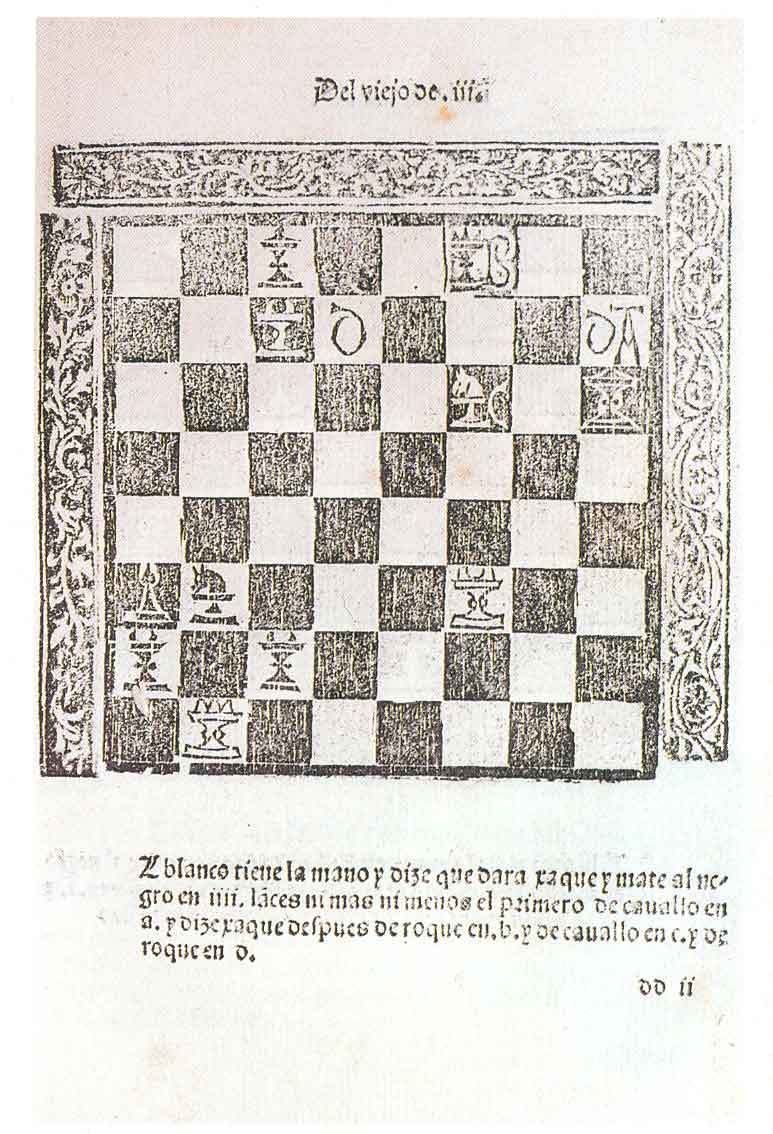
Taktikai állás Lucena könyvében, 1497

A játék eleinte lassan fejlődött; sokáig tartott feltérképezése, struktúrájának kiismerése. Ennek első mérföldköve a játék algebrai lejegyzése volt, amire a bizonyítékot egy 1173-ban írt francia kézirat őrizte meg. 1283-ban jelent meg az első (európai) sakk-könyv, A játékok könyve (Libro de los juegos), amit Bölcs Alfonz íratott le. Ebben csak néhány fejezetben tárgyalnak a játékról. Az első olyan könyv, amely kizárólag a sakkról szólt, a göttingeni kézirat volt 1471-ben.
A 15. század elején sokat változott a játék; egyebek közt megváltozott a bábuk lépésének többsége. 1490-ben alkalmazták először a menet közbeni ütés (en passant) szabályát (bár 1880-ig kellett várni, mire az összes ország elfogadta). A tudomány fejlődésével 1497-ben jelent meg az első nyomtatott sakk-könyv: a spanyol Lucena műve a megnyitásokról szólt. A játék népszerűsége rohamtempóban nőtt, Olaszországban 1550-ben megalakult a világ első sakk-klubja.
Ruy López de Segura 1561-ben kiadta az első teljes sakktankönyvet; ebben felsorolta a megnyitásokat, ismertette a középjátékot és a végjátékot. Elsőként használta a csel kifejezést a (gyalog)áldozatos megnyitásokra. A művében először említett spanyol megnyitást róla nevezték el Ruy Lopeznek. Az első sakkversenyt nem sokkal később, 1575-ben rendezték meg Madridban, a királyi udvarban.
A 18. század közepén az európai sakkélet központja a dél-európai országokból Franciaországba tolódott át. A két legjelentősebb francia mester François-André Danican Philidor és Louis-Charles Mahé de La Bourdonnais volt, akik felfedezték a gyalogok jelentőségét, és megújították a sakk stratégiáját. Ebben az évszázadban, 1758-ban jelent meg az első magyar nyelvű sakk-könyv is, az ismeretlen szerzőtől származó Sách, avagy királyos játéknak szabott rend-tartási.
A sakkélet ekkoriban nagy európai városok kávéházaiban központosult, mint például a Café de la Régence Párizsban, vagy a Simpson's Divan Londonban. A 19. században sok sakk-klub alakult, sakk-könyveket, folyóiratokat adtak ki. Voltak levelezős mérkőzések városok között, például 1824-ben a londoni sakk-klub az edinburgh-i sakk-klub ellen játszott.

### A sportág születése (1851–1945)

A halhatatlan sakkjátszma, Anderssen–Kieseritzky, 1851

Az első nemzetközi sakkversenyt az 1851-es londoni sakktornát Londonban rendezték meg, amelyet a német Adolf Anderssen nyert meg.
Mélyebb betekintést a sakk természetébe két fiatalabb játékos hozott. Az egyik az amerikai Paul Morphy, aki rendkívüli sakkcsodagyereknek számított, legyőzte az összes komoly versenytársát. Morphy sikere abból eredt, hogy ragyogó támadásait lehetővé tevő kombinációs készségét és összehangolt stratégiai elgondolásait ösztönösen tudta alkalmazni. Mestere volt, hogyan kell előkészíteni a támadásokat. A pozíció fontosságának tudományos megközelítését és megértését pedig Steinitz forradalmasította.
Steinitz indított el egy hagyományt: a világ legjobb sakkjátékosa címért többjátszmás mérkőzést játszott a német mester, Johannes Zukertort ellen 1886-ban. Ez tekinthető az első hivatalos sakkvilágbajnoki párosmérkőzésnek. Steinitz a megszerzett világbajnoki címét 1894-ben vesztette el a nála sokkal fiatalabb Emanuel Lasker német matematikus ellen, aki 27 évig őrizte azt. Ez a leghosszabb idő amit valaki sakkvilágbajnokként töltött. Egészen egy csodagyerek, a kubai José Raúl Capablanca (1921–1927 világbajnok) feltűnéséig világbajnok volt. Capablanca szerette az egyszerű pozíciós és a végjátékra kihegyezett játszmákat. Minden eszközzel arra törekedett, hogy véget vessen a német nyelvű sakk dominanciának. Veretlen volt a versenyeken nyolc évig, egészen 1924-ig.
Utódja a sakkvilágbajnoki trónuson az orosz-francia Aljechin volt, aki erős támadó játékos hírében állt. 1946-ban bekövetkezett haláláig volt világbajnok. Rövid időre ugyan elvesztette a címet a holland Max Euwe ellen 1935-ben, de két évvel később visszanyerte azt. Ez volt az első sikeres visszatérés a sakkvilágbajnokságok történetében. A korábbi világbajnokoknak nem sikerült visszahódítaniuk a címet.
1927-ben rendezték az első női sakkvilágbajnokságot, a „férfi” mintájára. A címet a cseh-angol mester, Vera Menchik nyerte, és 1944-ben bekövetkezett haláláig viselte a címet, többször is megvédve azt.

### A háború utáni korszak (1945 után)

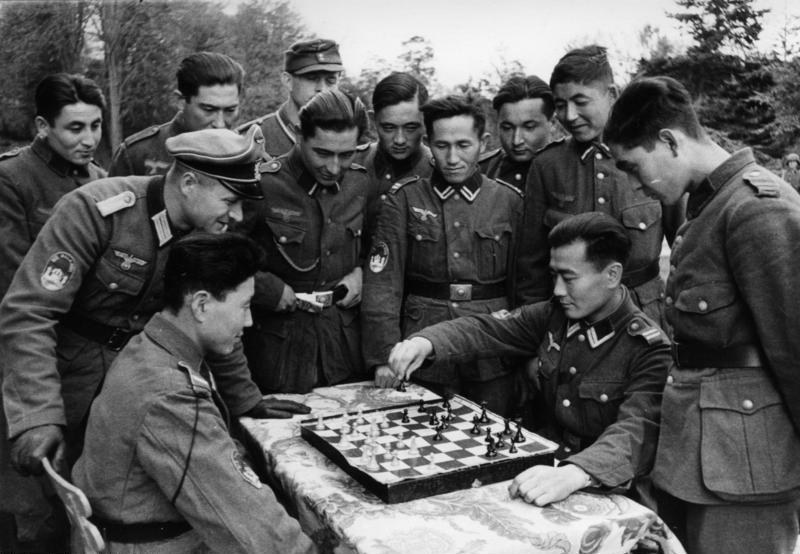
A Wehrmacht Turkesztáni Légiójának önkéntesei sakkoznak, Franciaország, 1943

Aljechin 1946-os halála után kérdéses maradt a világbajnoki cím sorsa, ezért 1947-ben a FIDE kialakította a világbajnoki cím megszerzésének hivatalos rendjét. 1948-ra tűzték ki a következő világbajnokságot, amelyen a meghívottak többfordulós körmérkőzésen mérték össze erejüket. A versenyt a szovjet sakkiskola megalapítója és a szovjet sakkhegemónia elindítója, Mihail Botvinnik nyerte, aki a címét kétszer egyéves megszakítással egészen 1961-ig őrizte. A Szovjetunió felbomlásáig összesen csak egy nemszovjet bajnok volt, az amerikai Bobby Fischer (1972–75).
A második világháború után az első nemszovjet kihívó, az amerikai Bobby Fischer hallatlan magabiztossággal és egyértelműen megnyerte a Szpasszkij elleni világbajnoki mérkőzést. 1975-ben azonban Fischer visszautasította, hogy megvédje címét a szovjet Anatolij Karpov ellen, mert a FIDE nem teljesítette a követeléseit. Karpov így küzdelem nélkül kapta meg a világbajnoki címet. Karpov uralkodása 1985-ben fejeződött be, amikor egy másik szovjet játékos, Garri Kaszparov legyőzte őt. Kaszparov és Karpov 1984 és 1990 között öt világbajnoki mérkőzést vívott egymással, de Karpovnak egyszer sem sikerült visszahódítania a címet.
1993-ban Garri Kaszparov és Nigel Short szakított a FIDE-vel, hogy megszervezzék a saját nemzetközi sportszervezetüket, és létrehoztak egy konkurenst, a Professional Chess Association-t (PCA, Professzionális Sakkszövetség). Innentől kezdve egészen 2006-ig egyszerre két sakkvilágbajnok volt: a PCA „klasszikus” világbajnoki címének viselője és a FIDE világbajnoka. Kaszparov 2000-ben elvesztette a klasszikus világbajnoki címet az orosz Vlagyimir Kramnyik ellenében. 2004-ben a magyar Lékó Péter ellen Kramnyik azzal tudta megvédeni világbajnoki címét, hogy a mérkőzés döntetlen eredménye a regnáló világbajnok számára a cím megvédését jelentette. 1993–2006 között a FIDE-világbajnoki címet egyenes kieséses (ún. knock-out) rendszerű versenyen lehetett megszerezni.
2006-ban egyesítették a két címet. Ekkor Kramnyik legyőzte a FIDE-világbajnok Veszelin Topalovot és vált vitathatatlan, egyedüli sakkvilágbajnokká. 2007. szeptemberben azonban az indiai Visuvanádan Ánand lett a világbajnok, aki Mexikóvárosban megnyerte a világbajnoki tornát, és címét a 2008-as sakkvilágbajnokságon Kramnyikkal szemben, majd 2010-ben és 2012-ben is megvédte. 2013-ban azonban már új világbajnokot avattak a fiatal norvég Magnus Carlsen személyében, aki a 2014-es sakkvilágbajnokságon is győzni tudott Ánanddal szemben.

## Versenyek

### Sakkolimpiák
A sakkolimpia kétévente rendezett nemzetközi sakkverseny, melyen a Föld országainak válogatottjai mérik össze tudásukat. Ez a legrangosabb nemzetek közötti verseny. A versenyre először 1924-ben került sor, ez azonban még nem számított hivatalos sakkolimpiának. 1927 óta a Nemzetközi Sakkszövetség (FIDE) rendezi, 1950 óta kétévente kerül megrendezésre. 1957-től női sakkolimpiákra is sor kerül. 1976 óta a nyílt és a női sakkolimpiát egyszerre, azonos helyszínen rendezik. A magyar férfi válogatott öt alkalommal (három hivatalos és két nem hivatalos olimpián), a női csapat két alkalommal szerezte meg az aranyérmet.

### Sakkvilágbajnokságok

#### Egyéni sakkvilágbajnokság
Az első hivatalos világbajnokságot 1886-ban játszották, és Wilhelm Steinitz nyerte. Egészen 1946-ig a világbajnok választhatta ki, hogy kihívói közül kivel mérkőzik meg, akiknek már a kihíváshoz magas díjalapot kellett biztosítaniuk. Ez a követelmény akadályozta meg például a magyar Maróczy Gézát is, hogy megmérkőzzön a világbajnoki címért. Azóta sokat változott a rendszer, ma már selejtező versenyeken (zónaversenyeken, kontinensbajnokságokon, zónaközi versenyeken, sakkvilágkupa-versenyen, Grand Prix versenysorozaton) választják ki a világ legjobbjait, majd közülük a világbajnokjelöltek versenyén a legjobbak legjobbikát, aki páros mérkőzést vívhat a regnáló világbajnokkal. A világbajnokjelöltek versenyére az előzőeken kívül még meghívást kapnak az Élő-pontok rangsorában a legjobbak, valamint az előző évi világbajnoki döntő vesztese. Ez az általában 6–8–10–12 versenyző küzd meg vagy körmérkőzésen, vagy páros mérkőzéseken, hogy eldöntsék, ki lesz a világbajnok kihívója, aki megküzdhet a címért a világbajnokkal.
2015-ben a norvég Magnus Carlsen a sportág 16. bajnoka. 2013-ban szerezte meg a címet, miután az indiai Visuvanádan Ánandot 6,5–3,5 arányban legyőzte, és a címét 2014. novemberben Szocsiban, az Ánand elleni világbajnoki páros mérkőzésen megvédte.
A magyarok közül a világbajnoki versenysorozatban a legtovább Lékó Péter jutott, aki 2004-ben a világbajnoki címért mérkőzött az orosz Vlagyimir Kramnyik ellen. A mérkőzés döntetlenül végződött, ami Kramnyik számára világbajnoki címe megvédését jelentette. Bő egy évszázaddal korábban a magyar származású, de a mérkőzés idején már huzamosabb ideje Angliában élő Gunsberg Izidor szintén a világbajnoki címért mérkőzött 1891-ben az ekkor Amerikában élő, az Osztrák–Magyar Monarchiából származó Wilhelm Steinitz ellen, de nem sikerült megszereznie neki sem a címet. A világbajnokjelöltek versenyébe (amely a világ legjobb 6–12 sakkozója részvételével zajlik) több magyar is bejutott: Szabó László, Lilienthal Andor, Portisch Lajos, Benkő Pál, Ribli Zoltán, Adorján András, Sax Gyula, Polgár Judit.

#### Nemzeti válogatottak világbajnoksága
A sakkcsapat világbajnokság a Nemzetközi Sakkszövetség (FIDE) által 1985 óta rendezett csapatverseny, amelyen az öt világrészt képviselő 10 legerősebb csapat vesz részt. A nemzeti válogatottak a sakkolimpián, illetve a kontinensbajnokságokon vívhatják ki a részvétel jogát.
A versenyre kezdetben négyévente került sor, 2011 óta kétévente, a páratlan években rendezik meg. 2007 óta a csapatvilágbajnokságot kétévente megrendezik külön a nők számára is. A női VB helyszíne és időpontja eltér a nyílt versenyétől.

### Női sakkvilágbajnokság
A női sakkvilágbajnokságot a nyílt világbajnokság mintájára 1927-ben hozták létre. Az első világbajnok 1927 és 1944 között az Angliában élő, Oroszországban született, cseh származású Vera Menchik volt. A máig egyetlen magyar sakkvilágbajnok a nők között Polgár Zsuzsa, aki 1996 és 1999 között tudhatta magáénak a címet. 2017-ben a kínai Tan Csung-ji a női sakkvilágbajnoki cím védője.

### Ifjúsági sakkvilágbajnokság
Az ifjúsági sakkvilágbajnokság a fiatal sakkozók számára évenként megrendezésre kerülő világbajnoki verseny a 8, 10, 12, 14, 16 és 18 év alatti korosztályokban. Első elődje az 1974-ben Franciaországban nem hivatalosan a 18 éven aluliak számára indított kadétbajnokság. Ezt a következő két évben is a 18 éven aluliak számára rendezték, de 1976-ban már nagyon fiatal játékosokat is engedtek elindulni, mint Garri Kaszparov és Julian Hodgson, akik 12 évesek múltak akkor, és szerepelhetett néhány 18 évesnél valamivel idősebb játékos is, mint Louis Roos.
A magyarok több alkalommal is megszerezték az első helyet. A fiúk versenyében Polgár Judit kétszer is, Almási Zoltán, Lékó Péter, Fodor Tamás, Erdős Viktor és Berkes Ferenc; a lányok között Polgár Zsuzsa, Mádl Ildikó és Polgár Zsófia volt korosztályos sakkvilágbajnok.

### Junior sakkvilágbajnokság
A junior sakkvilágbajnokság azoknak a fiatal sakkozóknak a versenye, akik az adott év január 1-jén még nem töltötték be a 20. életévüket. U20-as sakkvilágbajnokság néven is szoktak rá hivatkozni. A Nemzetközi Sakkszövetség (FIDE) minden tagállama egy versenyzőt indíthat, kivéve a rendező országot, amely kettőt. Először 1951-ben rendezték meg, majd ezt követően 1973-ig kétévenként, utána évente került sor az eseményre. 1982-től a lányok részére külön versenyt rendeznek.
A junior sakkvilágbajnoki címet szerzett játékosok közül később felnőtt világbajnok lett Borisz Szpasszkij, Anatolij Karpov, Garri Kaszparov és Visuvanádan Ánand.
Magyar versenyzőnek a fiúk között egy alkalommal sikerült megszereznie az aranyérmet, 2001-ben Ács Péter végzett az első helyen. A lányok versenyében 1986-ban Mádl Ildikó, 1998-ban a vietnámi származású, Magyarországon élő Hoang Thanh Trang lett junior világbajnok.

### Európa-bajnokságok

#### Egyéni sakk-Európa-bajnokság
Az egyéni sakk-Európa-bajnokságot 2000 óta rendezik meg nyílt (férfiak és nők egyaránt indulhatnak) és női kategóriában. A verseny a résztvevők számától függetlenül svájci rendszerben zajlik. A magyar versenyzők közül a nyílt kategóriában a legjobb eredményt Polgár Judit érte el 2011-ben, amikor bronzérmet szerzett, emellett 2001-ben a 3–4. helyen végzett, de a rájátszás után csak a 4. helyet szerezte meg. A nők versenyében a legjobb helyezést Hoang Thanh Trang érte el, amikor 2013-ban aranyérmet szerzett.

#### Nemzeti válogatottak Európa-bajnoksága
A sakkcsapat Európa-bajnokság az európai nemzeti sakkválogatottak csapatversenye, amelyet az Európai Sakkszövetség (European Chess Union, ECU) szervez. A versenyt 1957 óta rendezik, kezdetben négyévenként, majd háromévente került rá sor, 1997 óta rendszeresen kétévente található a versenynaptárban. A nők számára 1992 óta rendezik meg a nyílt versennyel (amelyen a férfiak és a nők egyaránt a csapatok tagjai lehetnek) azonos helyszínen és időpontban.

#### Junior sakk-Európa-bajnokság
A 20 éven aluli fiúk és lányok számára 1970–2002 között rendezett verseny. A fiúk között négy első, három második és egy harmadik; a lányok között két első és két második helyet szereztek magyar versenyzők.

#### Ifjúsági sakk-Európa-bajnokság
Korosztályonként külön kategóriában évenként megrendezett verseny, amelyen a magyar versenyzők eredménye a fiúknál 7 arany, 4 ezüst és 8 bronzérem, a lányoknál 3 arany, 4 ezüst és 8 bronzérem.

### Magyar sakkbajnokság
A bajnokságot legtöbbször a fővárosban, Budapesten bonyolították le. A hivatalos számozás a második világháború utántól kezdődik, de az első nem hivatalos bajnokság 1906-ban volt. A női magyar sakkbajnokságot hivatalosan 1947 óta rendezik.

### Világbajnokok
Az 1886 óta megrendezésre kerülő versenysorozat abszolút győztese. Egyszerre csak egy személy töltheti be ezt a címet. A versenyen „bárki” elindulhat, vagyis nincs negatív diszkrimináció. A nők számára 1927-ben létrehoztak egy külön világbajnokságot.

#### Férfiak
Wilhelm Steinitz (1886–1894), Emanuel Lasker (1894–1921), José Raúl Capablanca (1921–1927), Alekszandr Aljehin (1927–1935, 1937–1946), Max Euwe (1935–1937), Mihail Botvinnik (1948–1957, 1958–1960, 1961–1963), Vaszilij Szmiszlov (1957–1958), Mihails Tāls (1960–1961), Tigran Petroszján (1963–1969), Borisz Szpasszkij (1969–1972), Bobby Fischer (1972–1975), Anatolij Karpov (1975–1985), Garri Kaszparov (1985–2000), Vlagyimir Kramnyik (2000–2007), Visuvanádan Ánand (2007–2013), Magnus Carlsen (2013–).

#### Nők
Vera Menchik (1927–1944), Ljudmila Rudenko (1949–1953), Jelizaveta Bikova (1953–1956, 1958–1962), Olga Rubcova (1956–1958), Nona Gaprindasvili (1962–1978), Maia Csiburdanidze (1978–1991), Hszie Csün (1991-1996, 1999–2000), Polgár Zsuzsa (1996–1999), Csu Csen (2001–2004), Antoaneta Sztefanova (2004–2006), Hszü Jü-hua (2006–2008), Alekszandra Kosztyenyuk (2008–2010), Hou Ji-fan (2010–2012), Anna Usenyina (2012–2013), Hou Ji-fan (2013–2015), Marija Muzicsuk (2015–).

## Levelezési sakk (távsakk)
A levelezési sakk (ma már valamivel pontosabb a távsakk elnevezés) a sakkjáték azon formája, amikor a játszó felek egymástól távol vannak, és a lépéseket valamilyen közvetítő eszköz segítségével továbbítják ellenfelüknek. A leggyakoribb közvetítő eszköz hosszú időn át a speciális postai levelezőlap volt, de játszottak távsakkot telefonon keresztül, táviratok, faxok váltásával, vagy rádión történő közvetítés révén is. Ma már a legelterjedtebb az interneten keresztül történő távsakkozás, amelyen a lépések megküldése vagy elektronikus levél (e-mail) útján, vagy szerverkapcsolat segítségével történik. Egyre bővül az okostelefonos alkalmazás (mobilapp) segítségével történő távsakkozási forma.
A levelezési sakkozásnak külön önálló nemzetközi szervezete van. Az ICCF (International Correspondence Chess Federation – Nemzetközi Levelezési Sakkszövetség) az 1928-ban alapított első nemzetközi levelezési sakkszövetség (Internationaler Fernschachbund, IFSB) jogutódja, amely független a FIDE-től. Az ICCF önállóan szervez levelezési sakkolimpiát, egyéni és csapat világ- és Európa-bajnokságokat, valamint különböző meghívásos és témaversenyeket. Minősítési rendszere megegyezik a hagyományos sakkminősítési rendszerrel, de csak a levelezési versenyeken szerzett eredményeket számítják be a címek odaítélésénél és az Élő-pontoknál. Több kiváló tábla melletti sakkozó játszott levelezési versenyeken is, és közülük többen a levelezési sakkban is nagymesteri címet szereztek. Aljechin és Euwe világbajnokok is játszottak levelezési sakkot pályafutásuk egy-egy korszakában. Az 1956–1958 közötti női sakkvilágbajnok Olga Rubcova az egyetlen a sakk történetében, aki a sakkozás hagyományos formájában és a levelezési sakkozásban is világbajnoki címet szerzett. Több magyar sakkozó is elérte a levelezési nagymesteri fokozatot, például Bárczay László, Balogh János, Brilla-Bánfalvi Sándor, Meleghegyi Csaba, Glatt Gábor, Sasvári Tamás, míg a nőknél Németh Mária.
A levelezési sakkozás népszerűségét jelentősen visszavetette az erős számítógépes sakkprogramok és sakkozógépek kereskedelmi forgalomban megjelenése, amely előtérbe helyezte a számítógéppel támogatott sakkozás kutatását, és a levelezési sakkozásra gyakorolt negatív hatásának vizsgálatát. A kutatások eredményei alapján a számítógépek igénybevétele (ha mindkét fél használja) nem változtat jelentősen a versenyzők erősorrendjén, még akkor sem, ha egy erősebb játékos csak gyengébb sakkprogramot használ. A sakkprogramok megjelenése ugyanakkor egy új versenyformát, az advanced sakk versenyeket hívta életre.

## Sakkfeladványszerzés
A sakkfeladványszerzés a sakkozás egy speciális ága, amely különböző lépésszámú feladványok  készítésével foglalkozik. Legnépszerűbbek a mattfeladványok, ezekben a nyitóállást komponálják meg úgy, hogy világos egyetlen helyes és kényszerítő erejű lépéssorozata eredményeként a megadott lépésszámban mattot ad. Kedveltek az ún. segítőmatt-feladványok is, ezekben sötété a kezdő lépés, és sötét kifejezetten segíti világost a mattadásban. Létezik az önmatt feladványtípus is, ebben világos kényszerítő lépései következtében sötét nem tud kitérni az elől, hogy mattot adjon világosnak.
A feladványszerzésben is rendeznek világbajnokságokat, valamint nemzetközi és hazai versenyeket, amelyeken minősítéseket lehet szerezni. A versenyeket a nemzetközi sakkfeladványszerző szövetség (World Federation for Chess Composition, WFCC) szervezi, a minősítéseket a Nemzetközi Sakkszövetség (FIDE) Sakkfeladványszerző Állandó Bizottsága (Permanent Commission for Chess Composition) hagyja jóvá. A minősítések nevei megegyeznek a hagyományos sakkozásban szerezhető címekkel, de azokat a sakkfeladványszerző versenyeken elért eredmények alapján adományozzák.
Több magyar sakkozó is szerzett nagymesteri címet sakkfeladványszerzésben: Páros György, Bakcsi György, Csák János, Tarcsai Szabó Tibor, Kiss János és Fleck Ferenc. Erős sakkfeladványszerzőnek számított a hagyományos sakkozásban nagymesteri címmel rendelkező Benkő Pál is.
A sakkfeladványok megoldására sakkfeladványfejtő versenyeket is rendeznek. E versenyeken külön pontokat kapnak azok, akik valamely sakkfeladvány hibáját fedezik fel, azaz ha találnak olyan ellenlépést, amely miatt a matt a megadott lépésszámban nem adható be.

## Minősítés és pontrendszerek
A sakkjátékosok minősítésére pontrendszert használnak, amely a sakkjátékosok egymáshoz viszonyított játékerejét – az egyes ellenfelek ellen elért eredmények alapján – egy értékszám, az Élő-pontszám határozza meg. Ezt minden játszma után ki lehet számítani: egy gyengébb (alacsonyabb értékszámú) játékos ellen elszenvedett vereség vagy döntetlen csökkenti, míg egy erősebb ellenfél legyőzése növeli az értékszámot. A jelenleg is alkalmazott Élő-pontrendszert Élő Árpád (1903–1992) magyar származású amerikai fizikus dolgozta ki, melyet 1960-ban vett át az USCF (US Chess Federation, az Egyesült Államok Sakkszövetsége), majd 1970-ben a FIDE (Fédération Internationale des Échecs – Nemzetközi Sakkszövetség) is, de nemzetközi téren ékezetek nélkül, egyszerűen ELO-nak írják.
A klasszikus sakkjátékban nemzetközileg elismert címet csak a FIDE adhat, mégpedig a következőket:
- (FIDE-) Mesterjelölt (röviden CM) – Ha az Élő-pontszáma 2200 vagy több.
- FIDE-mester (röviden FM) – Ha az Élő-pontszáma 2300 vagy több.
- Nemzetközi mester (röviden IM) – Ha az Élő-pontszáma 2400 vagy több, és legalább három alkalommal teljesíti a FIDE által előírt normát.
- Nemzetközi nagymester (röviden GM, néha International Grandmasternek vagy IGM-nek is írják) – Ezt a címet akkor nyerheti el, ha az Élő-pontszáma 2500 vagy több, és legalább három alkalommal teljesíti a FIDE által előírt normát.
- Szupernagymester – nem hivatalos cím, azok a sakkozók, akiknek az értékszáma meghaladja a 2700-at.

Minden cím nyitott mind a férfiak, mind a nők számára, de vannak csak nőknek szóló címek is. Minden cím megvan ott is, de elérésükhöz 200-zal kevesebb pont kell. Jelölésben is különböznek, egy W-t helyeznek a megfelelő cím elé (tehát WCM, WFM, WIM és WGM).
2015 júliusában az aktív nemzetközi nagymesterek száma a világon 1497 volt, akik közül 1464 férfi és 33 nő. Az aktív nagymesterek számában legerősebb három ország Oroszország, az Egyesült Államok és Németország – 230, 89 és 88 fővel. Magyarország a nagymesterek számát tekintve a 6. helyen áll 52 fővel. Izlandon a legnagyobb az egy főre jutó nagymesterek száma, 13 GM és 12 IM jut a mindössze 310 000-es lakosságra.
A mostani számítás szerint az eddigi legmagasabb pontszám (2882) Magnus Carlsené, amit 2014. májusban tudhatott a magáénak.
A nemzeti szövetségek saját hatáskörben határozhatják meg az alacsonyabb szintű minősítések elérésének feltételeit. Ilyen alacsonyabb minősítési fokozatok voltak Magyarországon: mester, mesterjelölt, I., II., III. és IV. osztályú játékos, valamint a minősítéssel nem rendelkező rajtengedélyes. Ezeket a minősítéseket ma már nem alkalmazzák, szerepüket átvette az Élő-pontszám, de az 1990 előtt szerzett minősítések továbbra is használhatók. A közel azonos játékerejű versenyzők számára rendezett versenyeket ma már Élő-pontszám szerinti kategóriákban rendezik.

## A sakk kapcsolata a kultúrával és az oktatással

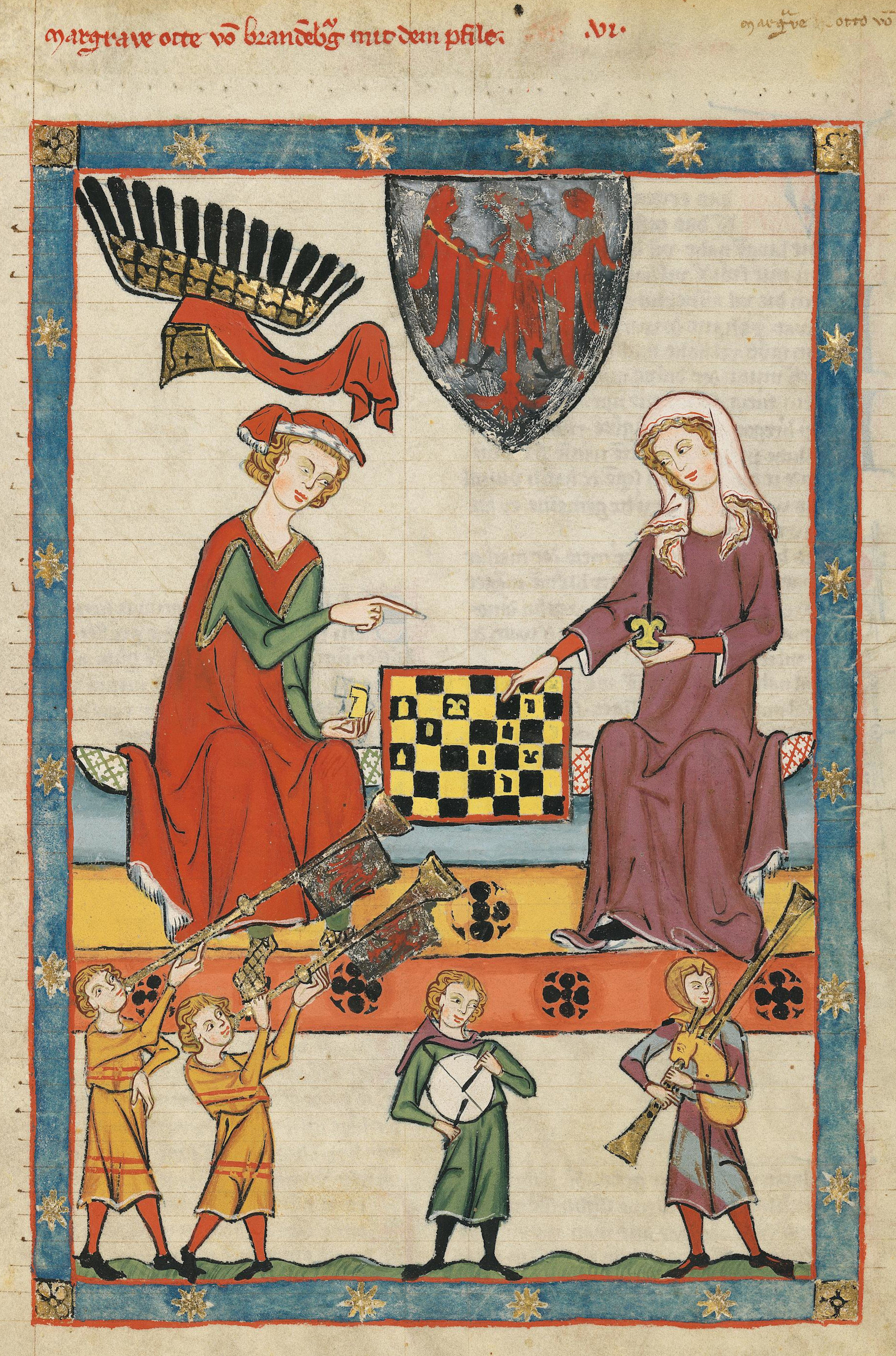
Sakkjátékosok, Németország, 1320 körül

A sakk a középkorban és a reneszánszban a nemesi kultúra egyik jelentős része volt. Sok esetben tanították is a hadvezéreknek. A stratégiai ismeretek szükségessége miatt a királyok játékának tartották, de a sakk több főrangú személynek is a fő szenvedélye volt. A sakk gyakran szolgál alapul a prédikációnak és az erkölcsnek. Erre példa a Liber de moribus Hominum et officiis Nobilium ac Popularium super ludo scachorum (Könyv az emberek szokásairól és a nemesek kötelességeiről avagy a Sakk Könyve), amelyet egy piemonti dominikánus szerzetes, Jacobus de Cessolis írt 1300 körül. Ez a könyv volt az egyik legnépszerűbb a középkorban. A művet lefordították más nyelvekre is. Az arisztokrácia sok bonyolult sakk-készletet használt, mára már sok elveszett, de részlegesen megmaradtak olyan sakkfigurák, mint a lewisiek.

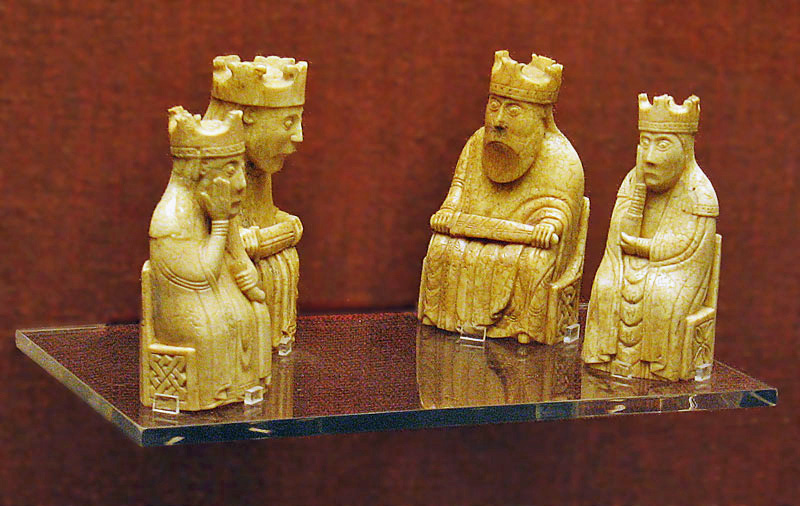
Két király és két vezér a Lewisi sakkfigurákból, amelyek a British Museumban láthatók

Egy példa erre a Carmina Burana 209. éneke, a 13. században, amely sakkfigurák nevével kezd, Roch, pedites, regina…
A felvilágosodás idején elterjedt nézet volt, hogy a sakk az önfejlesztés eszköze.
Benjamin Franklin, A sakk etikája (The Morals of Chess) című esszéjében (1750-ben) írta: „A sakk nem csupán egy üres szórakozás, számos nagyon értékes tulajdonsága van az elmére, használat során az emberi életet utánozza, mert az élet egyfajta sakk. Hatásos az óvatosság. Ha játszunk, akkor a sakkból, mi is tanulunk: I. Előrelátás, és úgy véli, hogy a következmények is számítanak […] II. Körültekintés, amely felméri az egész sakktáblát: – a viszonya a több darabhoz, és a helyzetekhez […] III. Óvatosság Vigyázat, ne tegyük elhamarkodottan lépéseket […]”
Stefan Zweig egyik leghíresebb műve a Sakknovella. A mű egy óceánjáró gőzösön játszódik, ahol a hidegen kalkuláló, robotszerű, kapzsi sakkvilágbajnok, Mirko Czentovic két játszmában megsemmisítő vereséget szenved egy ismeretlen ügyvédtől.
További jelentős irodalmi művek, ahol a sakk kulcsszerepet játszik: A Game at Chess (Thomas Middleton); The Defense (Luzsin-védelem); Alice Tükörországban (Lewis Carroll), valamint egy thriller: Knight Moves, ahol egy sakknagymester a főszereplő, akit azzal vádolnak, hogy sorozatgyilkos. A sakk ihlette természetesen a Sakk című musicalt is.
Ma már sok iskolában tanítják a sakkot.

### Iskola-előkészítés a sakk segítségével
A társasjáték mint az értelemfejlesztő szabályjátékok egyik fajtája rengeteg olyan lehetőséget rejt magában, amely a gyermek gondolkodását észrevétlenül, játékos formában gazdagítja. A sakk az egyik olyan játék, amely komplexen fejleszti a gyermek személyiségét. A sakk szabályainak tanulása közben bővül emlékezete, szókincse, megkülönbözteti a bábukat és nevet rendel melléjük, megismeri tulajdonságaikat: melyik hogyan léphet, hogyan üthet, illetve megtanul síkban tájékozódni, ami nagyon fontos, hiszen az iskolai munka is füzetek, könyvek világában zajlik. Megismeri a mátrixot: a sor és oszlop fogalmát, egyezteti a bábuk helyét. Eligazodik a táblán, ha azt hallja, hogy „huszár lép a c3-ra”, mivel megtanulja a számokat, betűket is. Mindeközben egy sor már tárolt információt mozgósít és kombinál össze, és idegrendszerében a sejtek közti kapcsolatok száma sokszorozódik. Ezeket a kapcsolatokat fogja felhasználni mindenfajta tanulása során! Ezért a sakk transzferhatása igen jelentős.

#### Sakkpalota képességfejlesztő oktatási program
Az Európai Parlament 2012. március 17-én deklarációt adott ki a sakk iskolai bevezetésének támogatásáról. Az európai uniós szakmai bizottság tagjaként Polgár Judit Sakkpalota néven négy évfolyamra szóló képességfejlesztő sakk-kerettantervet készített az általános iskolák alsó tagozata számára, amely 2013-tól választható tantárgyként hivatalosan is bekerült a Nemzeti alaptantervbe.
A módszertani program az általános képességfejlesztést, a logikus és kreatív gondolkodás elősegítését, a digitális korban fellépő gondolkodásfejlődési hiányosságok pótlását tűzte ki célul. A módszerben nagyon lényeges szempont, hogy nem a sakkjáték, hanem a sakk mint szabályrendszer kerül be a tanításba. A pedagógusnak nem kell érteni a sakkjátékhoz, kizárólag a szabályait kell jól ismernie. Az új tárgy a sakk alapszabályait és eszközrendszerét használva épül be az általános tanterv alaptantárgyaiba, előmozdítva ezzel azok készségszintű elsajátítását. A sakkjáték elsajátítása nem cél, hanem eszköz, amely hihetetlenül hatékony a logikus, kreatív gondolkodás fejlesztésére. Polgár Judit hangsúlyozta, nem nagymestereket akarnak nevelni a gyerekekből, a cél a logikus és kreatív gondolkodás fejlesztése. A gyakorlatokat akár a sporttal vagy az irodalommal is össze lehet kötni, és különböző élethelyzeteket is szimulálnak velük.
A kerettantervhez Sakkpalota címmel tartós kivitelű tankönyv- és munkafüzet-sorozat, valamint tanári kézikönyv is készült, kiegészítő eszközökkel, mozgásosjáték-leírásokkal, kereszttantárgyi hivatkozásokkal és képességfejlesztő feladatokkal. Az Európai Sakkszövetség (ECU) hivatalosan is támogatja a Sakkpalota program nemzetközi elterjesztését.

## Sakk és matematika

Egy huszár nagy utazása

Matematikai problémákat is fel lehet vetni a sakktáblán. Ilyen például a domináns királynők problémája, vagy a nyolckirálynő-probléma. De olyan feladványok is lázban tartották az embereket, mint például az, hogy végig lehet-e úgy menni egy huszárral mind a 64 mezőn, hogy egy mezőre csak egyszer léphet rá. Ez a feladat huszárvándorlás-probléma néven vált ismertté. Az utóbbi feladatra jobb oldalon található egy lehetséges megoldás.

### Számítógépes sakkprogramok
Az 1950-es évektől kezdődően a számítógépek fejlődésével párhuzamosan egyre több, egyre erősebb sakkprogramot írtak. 1947-ben készült el a világ első sakk-komputer programja, amelyet Alan Turing írt. 1974-ben volt az első sakkprogram-világbajnokság. A győztes a szovjet Kaissza program volt.
Az 1990-es évek második felétől a számítógépes sakkprogramok játékereje olyan nagy lett, hogy még egy sakknagymester számára is komoly kihívást jelent egy erős sakkprogram elleni parti. Nagy feltűnést keltett, amikor 1996-ban, a történelemben első alkalommal a sakkprogram győzött: a Deep Blue szabályos mérkőzésen legyőzte az akkori világbajnokot, Garri Kaszparovot. 1997-ben a Deep Blue (több partiból álló) mérkőzést nyert a világbajnokkal szemben. A meccs végeredménye: 3½–2½ (két győzelem, egy vereség, három döntetlen). A legjobb sakkprogramok már képesek legyőzni a legerősebb emberi játékosokat.
A 2000-es évek technológiai fejlődése a személyi számítógépeket is képessé tette megfelelő sakkprogramok futtatására. A 4–8 magos processzorokkal ellátott gépek játékereje például bőven meghaladja a 3000 Élő-értéket. Kaszparov az ilyen programokkal való játékot ahhoz hasonlította, mintha egy súlyemelő egy erőgéppel akarná felvenni a versenyt.

## Pszichológia
A sakk pszichológiájának kiterjedt tudományos szakirodalma van. Alfred Binet és mások megmutatták, hogy a sakktudás központi részét nem a téri-vizuális képesség, hanem tanult elemek és verbális képességek alkotják.
Adriaan de Groot doktori disszertációjában megmutatta, hogy a sakkmesterek igen gyorsan felismerik a sakkállások legfontosabb jellemzőit. De Groot szerint ez a gyors helyzetfelismerés, amit több éves gyakorlás és tapasztalat alapoz meg, fontosabb a nyers számítási képességnél, annál, hogy az ember hány lépést képes előre kiszámolni. De Groot kimutatta azt is, hogy a sakkmesterek képesek a mindössze néhány másodperc erejéig mutatott állás csaknem tökéletes visszaidézésére. A memorizáció képessége nem lehet önmagában felelős a sakkban való jártasságért, hiszen véletlenszerűen felállított sakkfigurák esetében a mesterek és a kezdők ugyanolyan mértékben tudták felidézni az állást (kb. féltucat figurát mindkét esetben). Sokkal inkább a minták felismerésének képessége különbözteti meg a képzett játékost a kezdőtől – mely mintákat azután könnyebb memorizálni, mint a különálló figurákat. Ha a felállított sakkfigurák egy tényleges játszmaállás részei voltak, a mesterek pozíciófelidézési képessége közel állt a tökéleteshez.
Az ellenfélnek a koncentrálásból való kizökkentése érdekében a legmagasabb szinteken komoly szerepe van a játékosok közötti pszichológiai hadviselésnek is. Az 1972-es sakkvilágbajnokságon Fischer győzelmét Borisz Szpasszkij ellen a szakírók jelentős hányadban a Fischer által folytatott sikeres pszichológiai hadviselésnek tudják be. Nem voltak mentesek a pszichológiai fogásoktól a Kaszparov–Karpov, a Karpov–Korcsnoj világbajnoki döntők sem, de ide sorolhatjuk a 2006-os sakkvilágbajnokság Kramnyik–Topalov-mérkőzését is. Ez utóbbi miatt Topalovot később a FIDE Etikai Bizottsága el is marasztalta.

## Érdekességek

### A leggyorsabb matt

Animáció a susztermattról

A leggyorsabb matt, ami lehetséges, a bolondmatt: 1. g4 e5 (vagy e6) 2. f3 (vagy f4) Vh4#. A második leggyorsabb a susztermatt.
- A susztermatt a következő lépésekből áll:

1. e4 e5
2. Vh5?! Hc6
3. Fc4 Hf6??
4. Vxf7# 1–0

### Sakkvariánsok
Sakkvariánsok azok, amelyek a sakkal közös őstől származnak, de különböznek a lépésekben vagy az alapállásban vagy a táblában. Több mint 2000 ilyen variánst ismerünk. A legnépszerűbb a kínai sakk és a sógi.
- A sakk első változatai a csaturanga és a satrandzs voltak.
- Nemzeti változatai a kínai sakk, a sógi, a koreai sakk és a thai sakk. Ezeket összeköti a közös előd.
- A modern sakk változatai, mint például a Sakk960, amit Bobby Fischer talált fel.[95]

### Különleges sakkbábok és sakktáblák

Kezdőállás a Gliński-féle hexasakkban

Az asztali sakktáblán kívül régóta népszerűek a magánkertekben, nyilvános parkokban, strandokon, köztereken felállított nagyméretű sakkok is. Az élősakkban a bábukat idomított kutyák, sőt néha szolgák is helyettesítették. Ez már a múlté, csak ritkán, egy-egy látványos kulturális esemény, fesztivál részeként tartanak élősakk-bemutatót, de a kerti sakk továbbra is divatos: ma az esztergált, faragott, kovácsolt és műanyag óriássakk (kerti sakk)-készletek a keresettek.

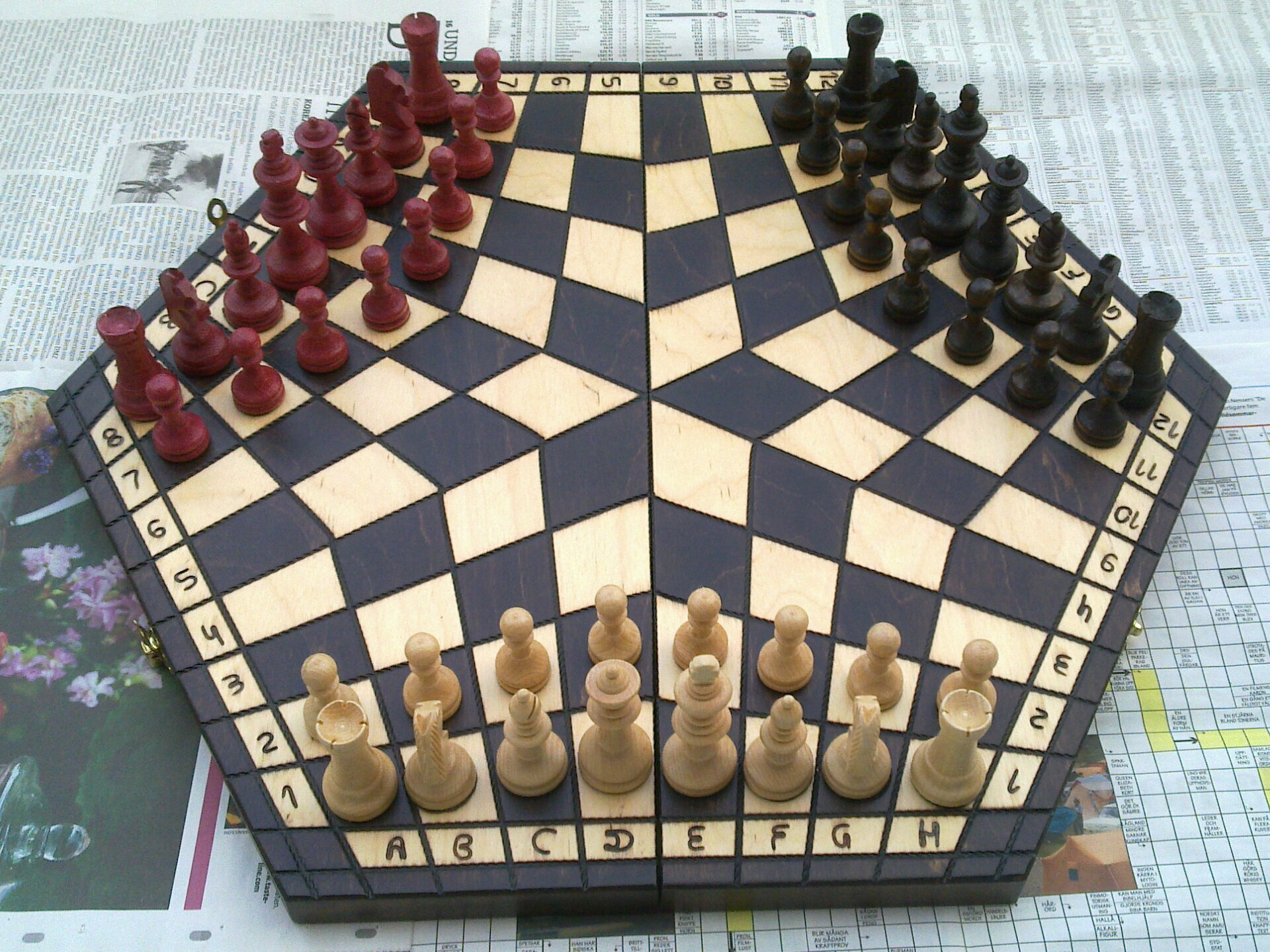
A hármas sakk táblája

A hexasakkot hatszög alakú, háromszínű táblán játsszák. Feltalálója, Władysław Gliński szülőországában (Lengyelország) a legelterjedtebb. Ide sorolható még a Polgár László által jegyzett csillagsakk is, amelyet csillag alakú táblán játszanak.
A hármas sakkot, mint a neve is elárulja, hárman játsszák egy 96 mezős, hatszög alakú táblán. A lépések megegyeznek a sakk lépéseivel, de mindenki mindenki ellen játszik. Ebből következően teljesen más stratégiát követel, mint a hagyományos sakk. A hármas sakk igazi különlegességét a tábla középen található, csillagot formáló hat mező adja. Ezen a hat mezőn ugyanis a soron lévő játékos szabadon döntheti el, hogy mely irányban, mely ellenfél ellen kívánja csapatait felvonultatni.

### A sakktáblán játszható egyéb játékok
A sakktáblán más játékok is játszhatók, például az ún. francia sakk, a tandemsakk, a Makarenko-sakk, a dáma, az Arimaa, a helma (halma, harmadik nevén parasztháború) vagy a rókavadászat, amelynek célja a „róka”, azaz egy figura bekerítése. A kezdő sakkozók feladatául szokták adni, hogy a sakktábla egyik felére felállított összes figurát lólépésben szedje le. Ez nem csak a huszár lépéseinek megfigyelését, gyakorlását jelenti, hanem összpontosítást kíván és a kombinatív készséget is fejleszti.

## Képgaléria

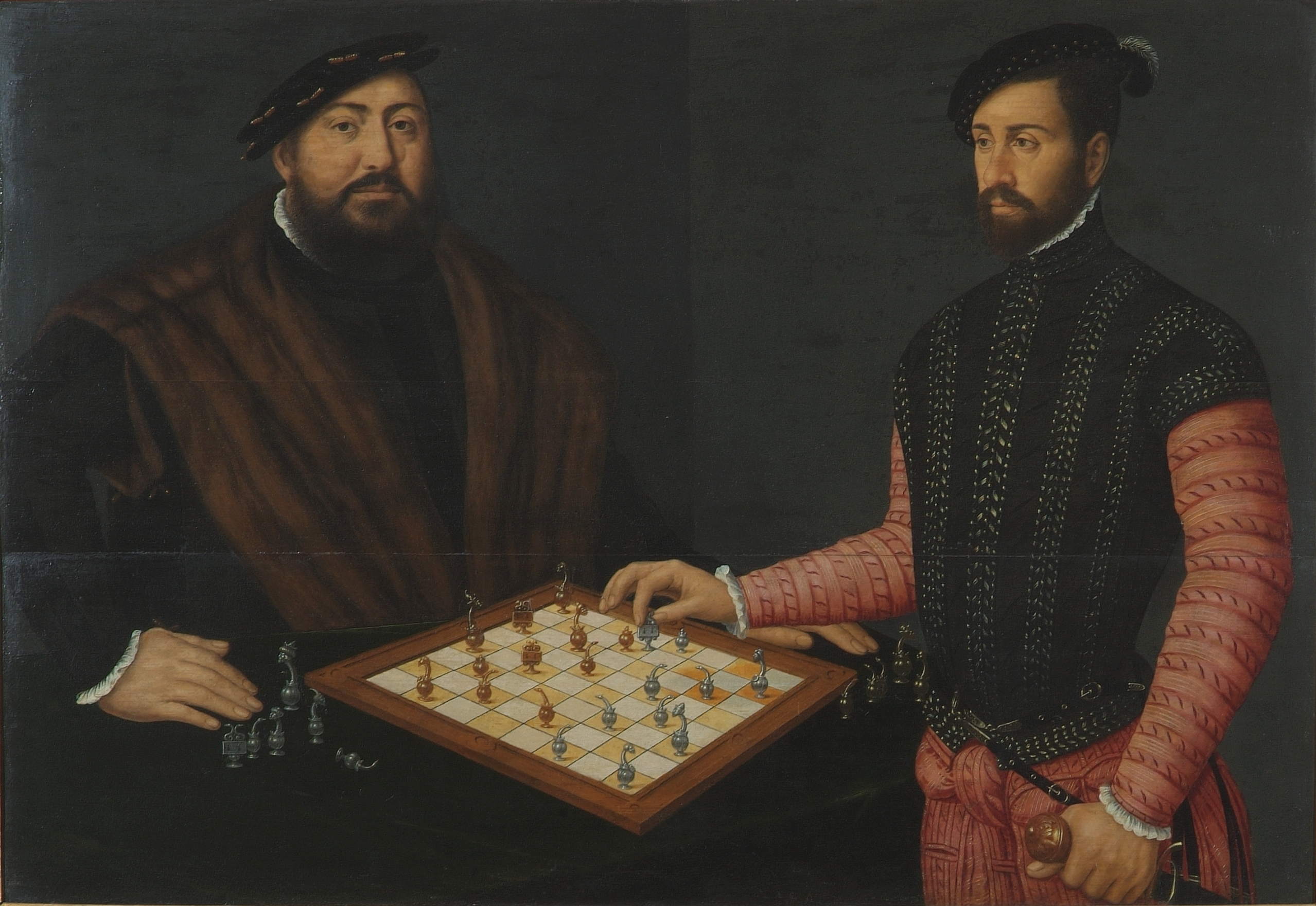
Antonis Mor: Von Sachsen egy spanyol ellen (1549)
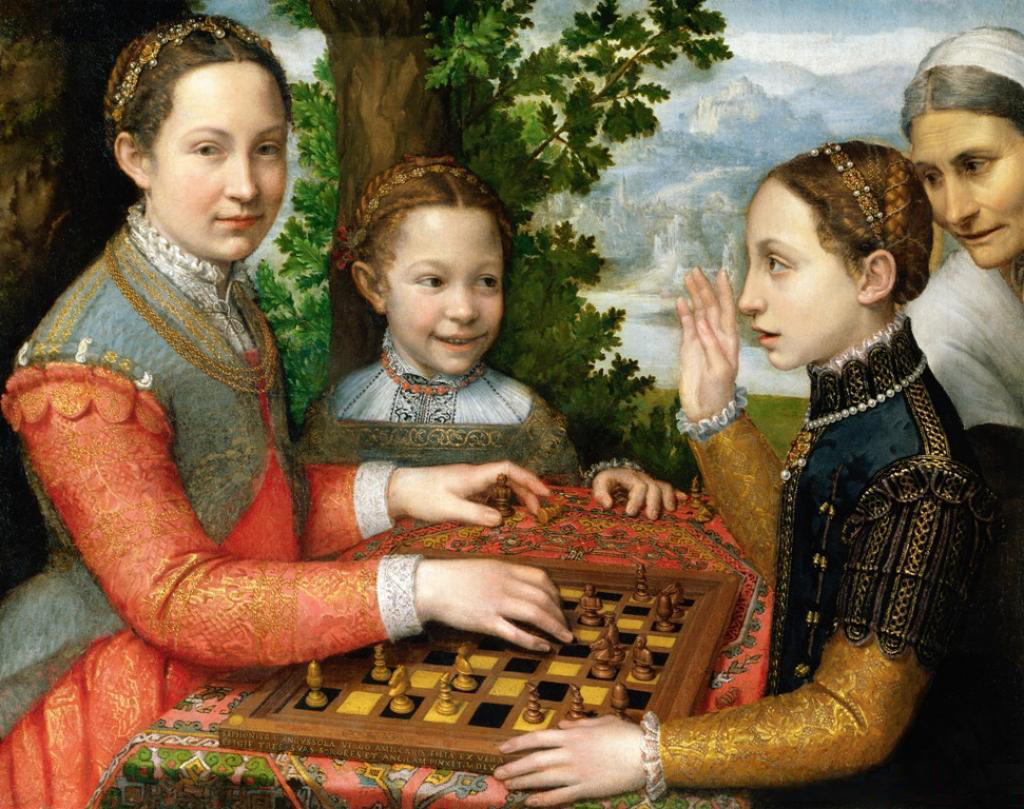
Sofonisba Anguissola olasz festő A sakkjátszma című festménye (1555)
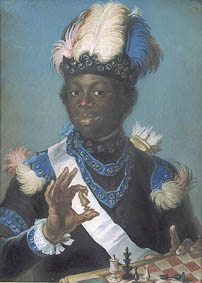
Gustaf Lundberg: Gustav Badin portréja (1747 körül)
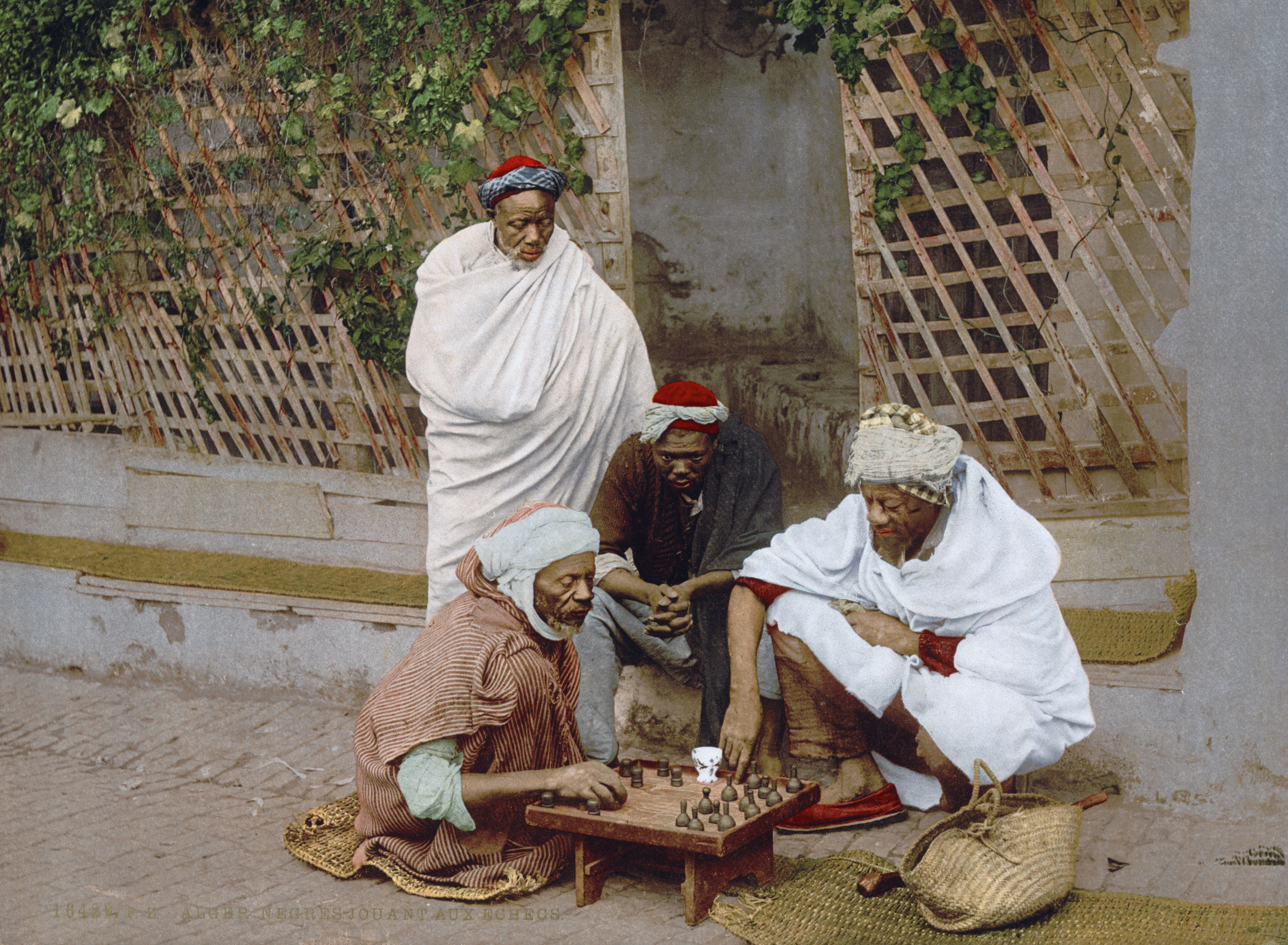
Sakkozók Algériában (1900 körül)
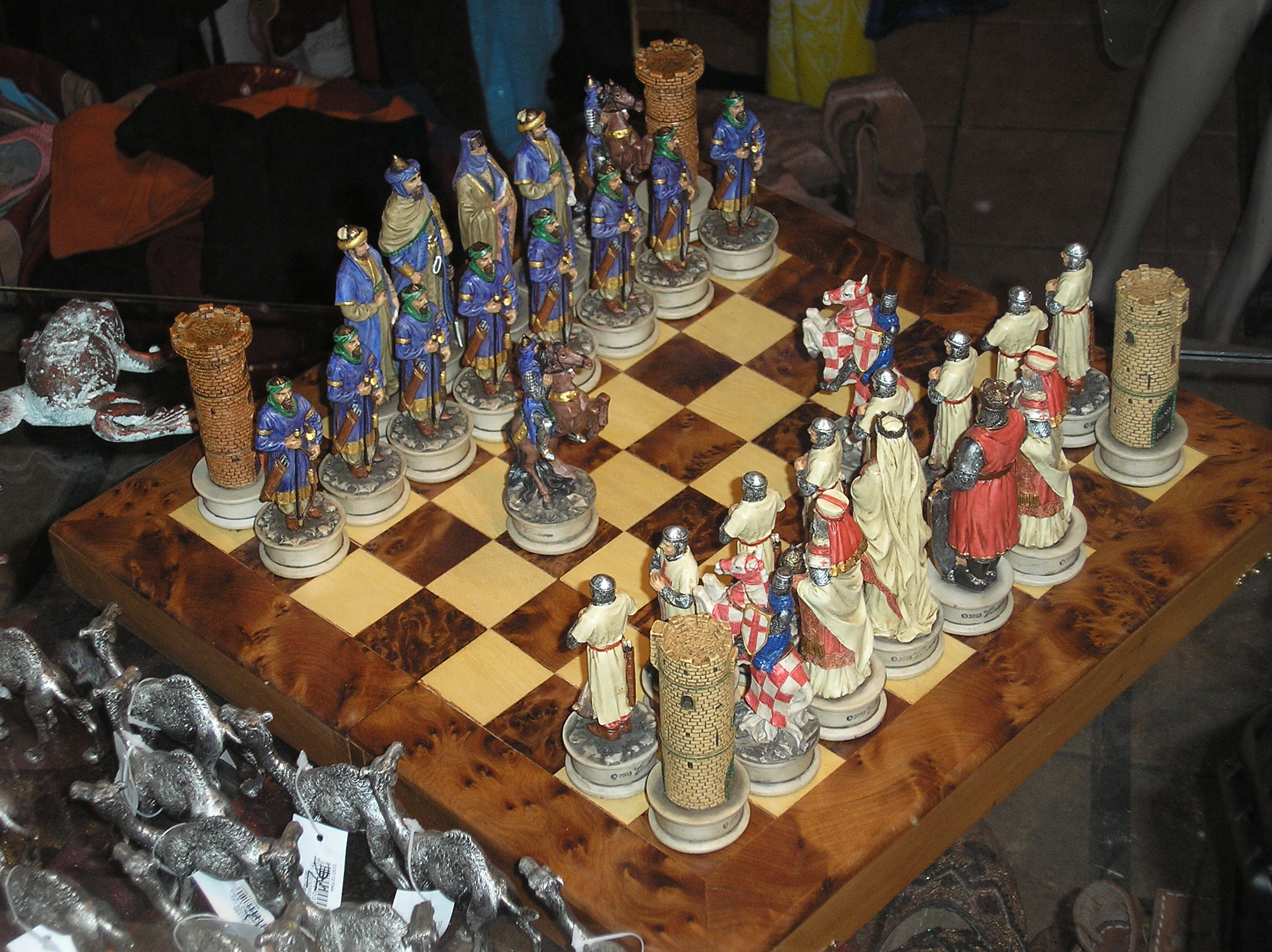
Díszes sakk-készlet
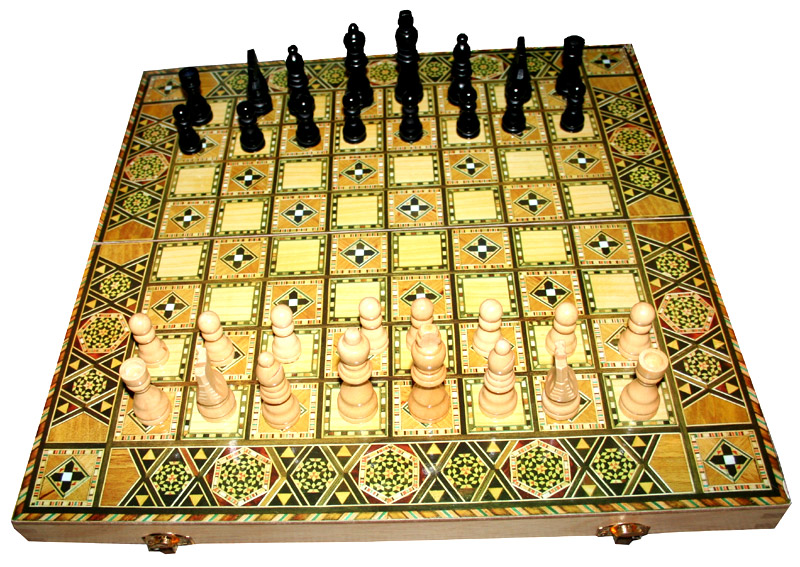
Díszes sakktábla
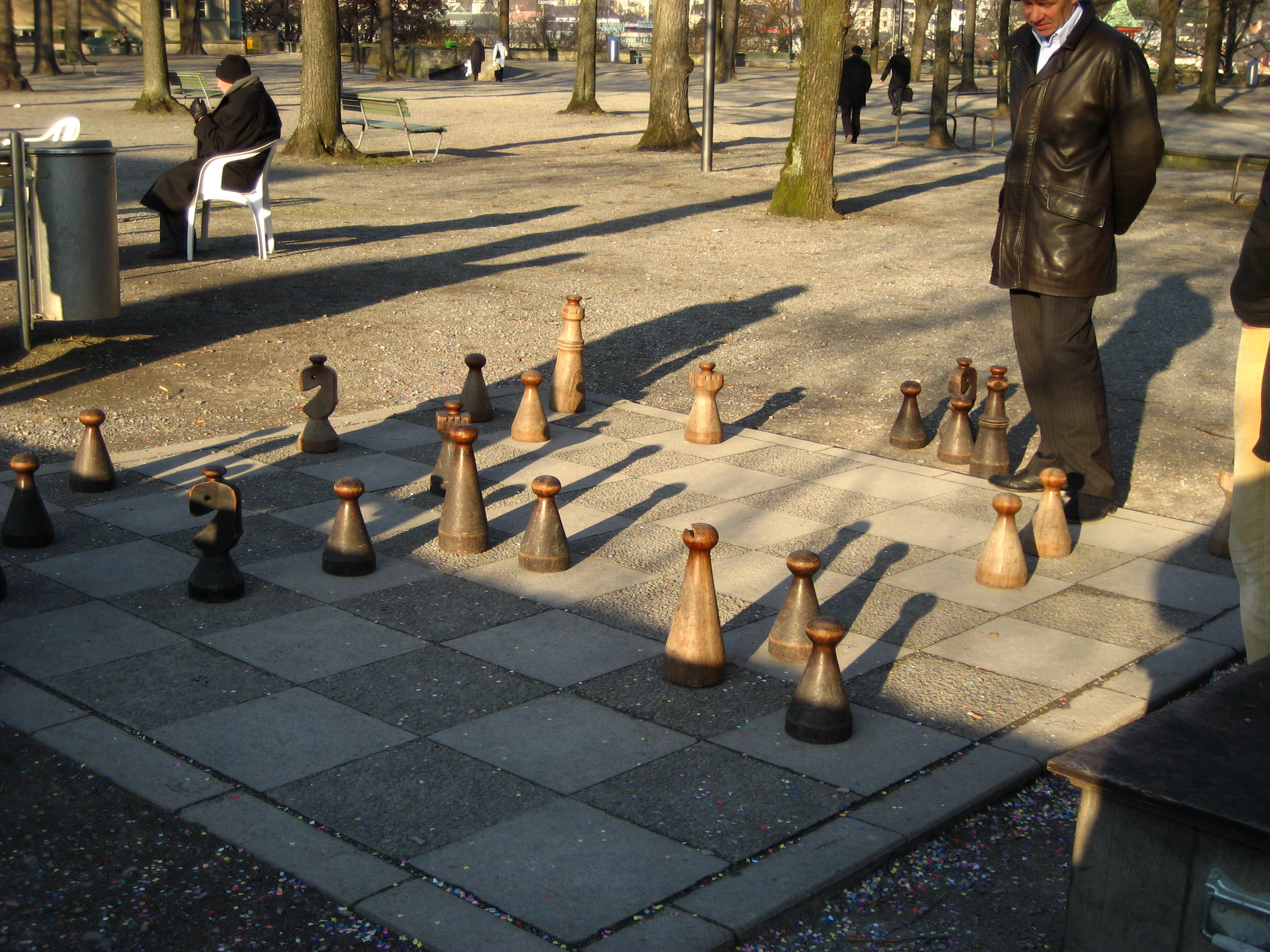
Szabadtéri sakk Svájcban
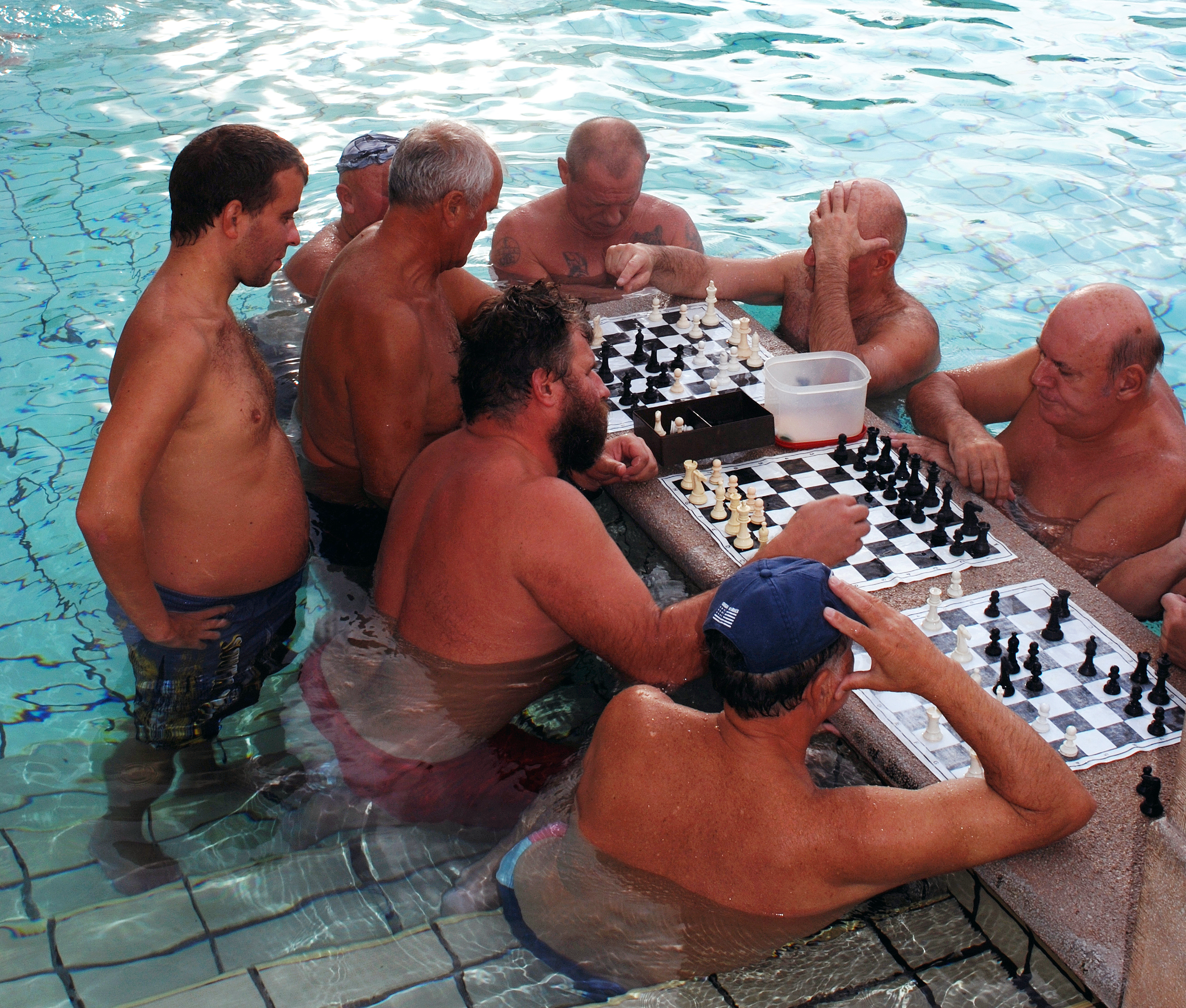
Sakkozók a Széchenyi Gyógyfürdőben
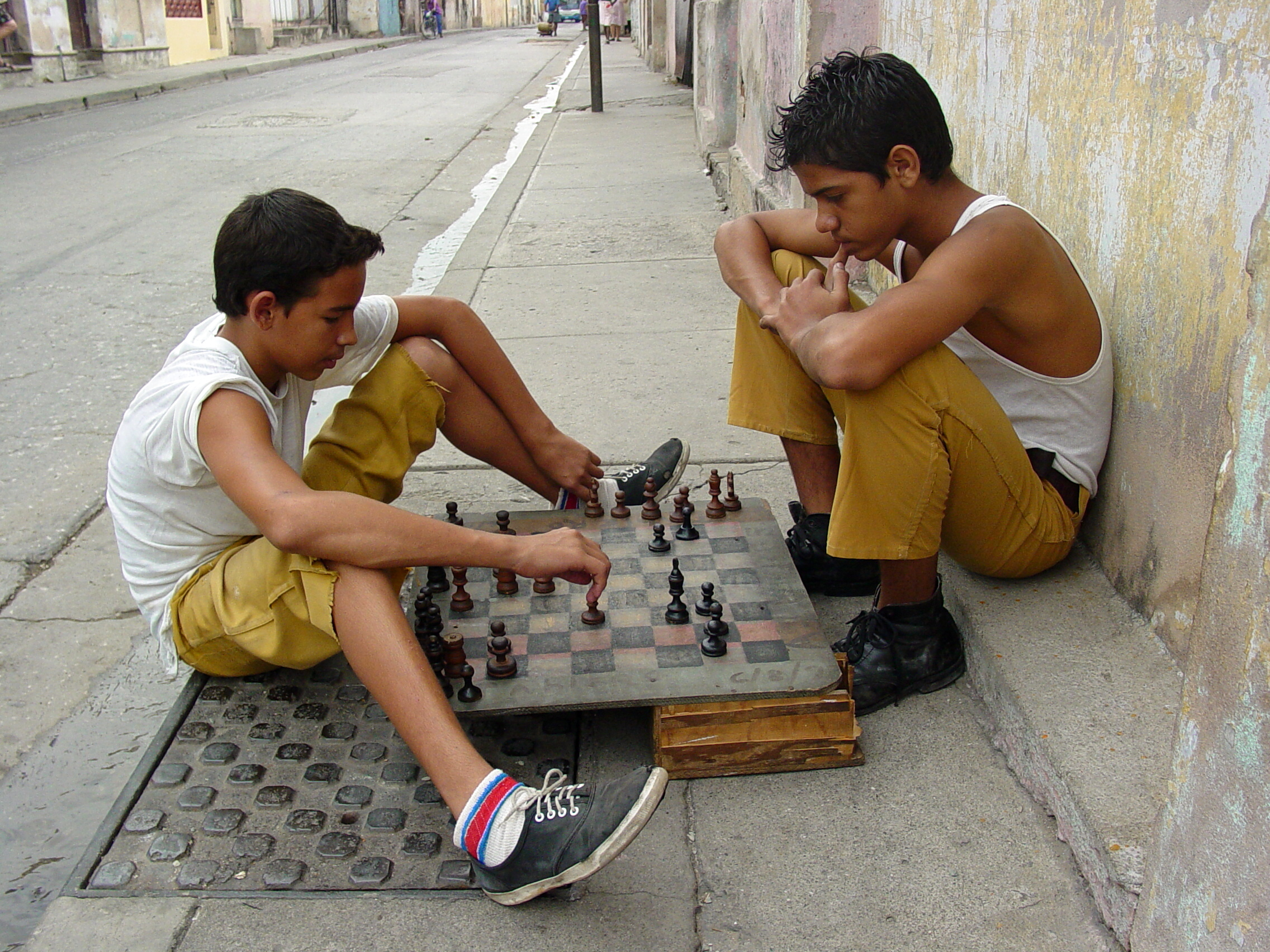
Sakkozó gyerekek Kubában (2003)
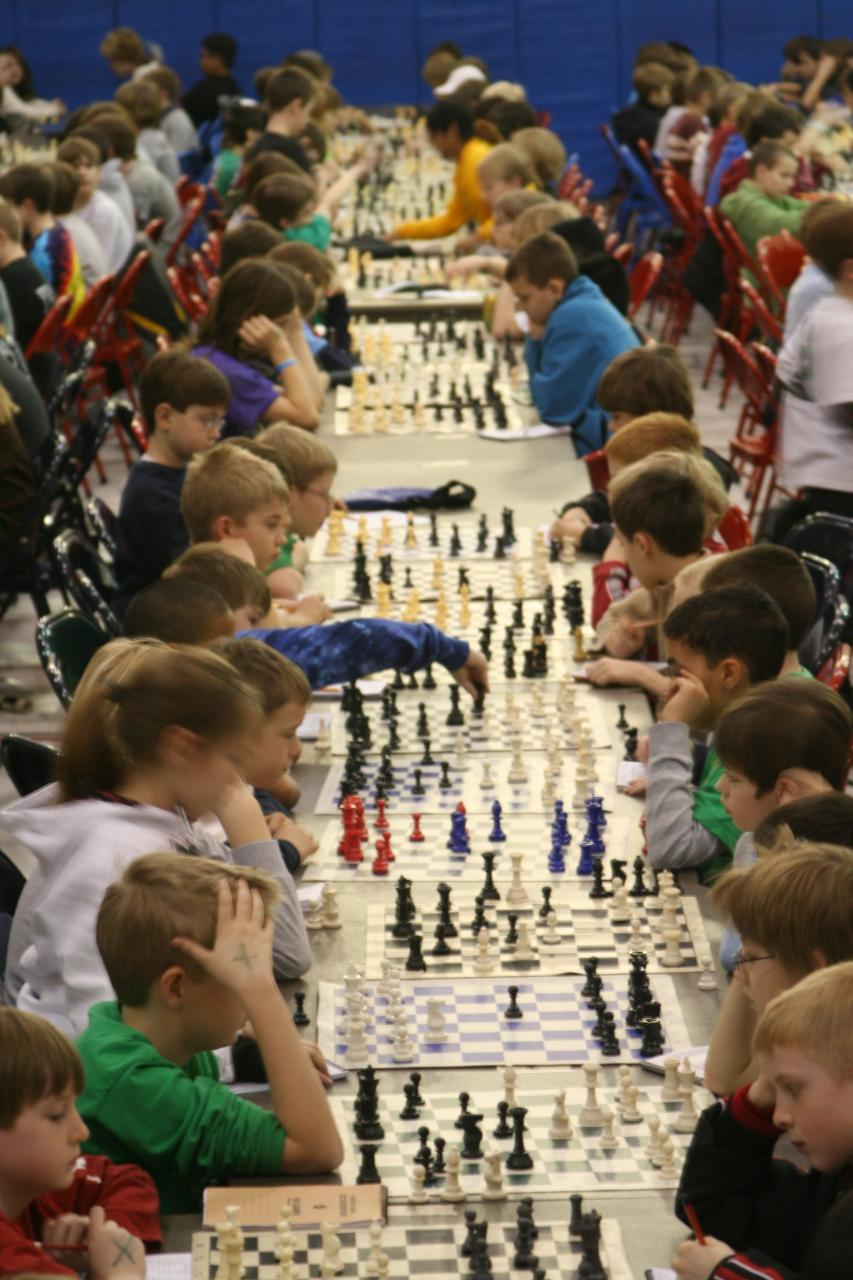
Gyereksakkverseny Amerikában (2009)

## Fordítás
- Ez a szócikk részben vagy egészben  a   Chess című angol Wikipédia-szócikk ezen változatának fordításán alapul.  Az eredeti cikk szerkesztőit annak laptörténete sorolja fel. Ez a jelzés csupán a megfogalmazás eredetét és a szerzői jogokat jelzi, nem szolgál a cikkben szereplő információk forrásmegjelöléseként.
- Ez a szócikk részben vagy egészben  a   Schach című német Wikipédia-szócikk ezen változatának fordításán alapul.  Az eredeti cikk szerkesztőit annak laptörténete sorolja fel. Ez a jelzés csupán a megfogalmazás eredetét és a szerzői jogokat jelzi, nem szolgál a cikkben szereplő információk forrásmegjelöléseként.

### Sakklexikonok
- Otto Borik, Joachim Petzold (Hrsg.): Meyers Schachlexikon. Meyers Lexikonverlag, Mannheim 1993, ISBN 3-411-08811-7.
- David Hooper, Kenneth Whyld: The Oxford Companion to Chess. University Press, Oxford 1992, ISBN 0-19-866164-9.
- Isaak und Wladimir Linder: Schach, das Lexikon. Sportverlag, Berlin 1996, ISBN 3-328-00665-6.
- Klaus Lindörfer: Großes Schach-Lexikon. Geschichte, Theorie und Spielpraxis von A-Z. Orbis, München 1991, ISBN 3-572-02734-9.

### Általános sakkirodalom
- Binet, A.. Psychologie des grands calculateurs et joueurs d'échecs (french nyelven). Paris: Hachette (1894). OCLC 287413777
- José Raúl Capablanca: Grundzüge der Schachstrategie. Beyer-Verlag, Hollfeld72002, ISBN 3-88805-292-0.
- Jean Dufresne, Jacques Mieses: Lehrbuch des Schachspiels. Bearb. von Rudolf Teschner. Reclam, Stuttgart312004, ISBN 3-15-021407-6.
- Max Euwe: Schach von A bis Z. Vollständige Anleitung zum Schachspiel. Beyer-Verlag, Hollfeld41994, ISBN 3-88805-181-9.
- Moves in Mind: The Psychology of Board Games. Hove, UK: Psychology Press (2004). ISBN 1-84169-336-7. OCLC 53962630
- de Groot, Adriaan D., Gobet, Fernand. Perception and Memory in Chess: Heuristics of the Professional Eye. Assen, NL: Van Gorcum (1996). ISBN 90-232-2949-5
- Holding, Dennis. The Psychology of Chess Skill. Hillsdale, N.J.: Erlbaum (1985). ISBN 978-0-89859-575-8. OCLC 11866227
- Werner Lauterbach: Das unsterbliche Spiel. Einführung in die Schachkunst. De Gruyter, Berlin51987, ISBN 3-11-010918-2.
- Metzner, Paul. Crescendo of the Virtuoso: Spectacle, Skill, and Self-Promotion in Paris during the Age of Revolution. Berkeley: University of California Press (1998). ISBN 0-520-20684-3. OCLC 185289629
- Murray, H.J.R.. A History of Chess. Northampton, Mass.: Benjamin Press (originally published by Oxford University Press) (1913). ISBN 0-936317-01-9. OCLC 13472872
- Aaron Nimzowitsch: Mein System. Verlag das Schacharchiv, 2006, ISBN 3-88086-117-X.
- Joachim Petzold: Das königliche Spiel. Die Kulturgeschichte des Schach. Kohlhammer, Stuttgart 1987, ISBN 3-17-009405-X.
- Helmut Pfleger, Eugen Kurz, Gerd Treppner: Schach Zug um Zug. Bauerndiplom. Turmdiplom. Königsdiplom. Orbis, München 2003, ISBN 3-572-01414-X.
- Pritchard, David. The Encyclopedia of Chess Variants. Godalming: Games & Puzzles Publications (1994). ISBN 0-9524142-0-1. OCLC 60113912
- Wolfram Runkel: Schach. Geschichte und Geschichten. Wunderlich, Reinbek 1995, ISBN 3-8052-0578-3.
- Tarrasch, Siegbert. Das Schachspiel. Systematisches Lehrbuch für Anfänger und Geübte. Zürich: Edition Olms (1995). ISBN 3-283-00253-3
- Tarrasch, Siegbert. The Game of Chess. New York: Courier Dover Publications (1987). ISBN 0-486-25447-X. OCLC 15631832
- Dunnington, Angus. Chess Psychology: Approaching the Psychological Battle Both on and Off the Board. Everyman Chess (2003). ISBN 978-1-85744-326-4
- Reuben Fine. The World's Great Chess Games. Courier Dover Publications (1983). ISBN 0-486-24512-8. OCLC 9394460
- Hale, Benjamin. Philosophy Looks at Chess. Open Court Publishing Company (2008). ISBN 978-0-8126-9633-2
- James Mason. The Art of Chess. Dover Publications (1947). ISBN 0-486-20463-4. OCLC 45271009 (see the included supplement, "How Do You Play Chess")
- Rizzitano, James. Understanding Your Chess. Gambit Publications (2004). ISBN 1-904600-07-7. OCLC 55205602
- Saariluoma, Pertti. Chess Players' Thinking: A Cognitive Psychological Approach. New York: Routledge (1995). ISBN 978-0-415-12079-1
- Линдер И. М.: Эстетика шахмат. М.: Советская Россия, 1981. 240 с. Серия: Шахматное искусство. (oroszul)